# Kypr
Kypr, plným názvem Kyperská republika, je ostrovní stát ve východním Středomoří. Ačkoli se geograficky nachází v západní Asii, politickogeograficky a kulturně patří do jihovýchodní Evropy. Je třetím největším ostrovem ve Středozemním moři. Nachází se jihovýchodně od Řecka, jižně od Turecka, západně od Sýrie a Libanonu, severozápadně od Izraele a Palestiny a severně od Egypta. Na Kypru se nacházejí Brity kontrolované vojenské základny Akrotiri a Dhekelia, zatímco severovýchodní část ostrova je de facto spravována samozvanou Severokyperskou tureckou republikou, která je od Kyperské republiky oddělena nárazníkovou zónou OSN. Na převážně hornatém ostrově panuje středomořské klima s horkým a suchým létem a teplou vlhkou zimou. Kypr se rozděluje na šest distriktů; na ploše asi 9 200 km² žije přibližně 1,3 milionu obyvatel. Jeho hlavním a největším městem je Nikósie. Většina obyvatel jsou kyperští Řekové, dále turečtí Řekové a Evropané neřeckého původu. Úředními jazyky jsou řečtina a turečtina.  
Kypr byl poprvé osídlen lovci a sběrači přibližně před 13 000 lety, zemědělské osady vznikly o několik tisíc let později. Během pozdní doby bronzové se na Kypru (tehdy nazývaném Alašija) vyvinula urbanizovaná společnost úzce propojená s širším středomořským světem. Na konci 2. tisíciletí př. n. l. Kypr zažil vlny osídlení mykénskými Řeky. Následně byl obsazen několika říšemi, včetně Asyřanů, starých Egypťanů a Peršanů, od nichž ostrov v roce 333 př. n. l. převzal Alexandr Veliký.  Po následné vládě Ptolemaiovského Egypta, klasické a byzantské říše, arabských chalífátů, francouzských Lusignanů a Benátčanů následovala více než tři staletí osmanské nadvlády v letech 1571–1878 (de iure do roku 1914). Kypr byl v roce 1878 na základě Kyperské úmluvy převeden pod správu Velké Británie a v roce 1914 byl touto zemí formálně anektován.
Budoucnost ostrova se stala předmětem sporů mezi dvěma významnými etnickými komunitami, kyperskými Řeky a kyperskými Turky. Od 19. století kyperští Řekové usilovali o enosis (spojení s Řeckem), které se v 50. letech 20. století stalo řeckou národní politikou. Kyperští Turci se zpočátku zasazovali o pokračování britské nadvlády, poté požadovali připojení ostrova k Turecku; v 50. letech 20. století společně s Tureckem zavedli politiku taksimu (rozdělení Kypru a vytvoření tureckého státu na severu ostrova). Po nacionalistických násilnostech v 50. letech byla Kypru v roce 1960 udělena nezávislost. Krize v letech 1963-64 přinesla další násilí mezi oběma komunitami, přes 25 000 kyperských Turků bylo vysídleno do enkláv, a ukončila zastoupení kyperských Turků v republice. Dne 15. července 1974 provedli kyperští řečtí nacionalisté a příslušníci řecké vojenské junty státní převrat. Tato akce urychlila 20. července tureckou invazi na Kypr, která vedla k obsazení dnešního území Severního Kypru a k vysídlení více než 150 000 kyperských Řeků a 50 000 kyperských Turků. V roce 1983 byl jednostranným prohlášením založen samostatný turecký stát na severu Kypru, který byl mezinárodním společenstvím široce odsouzen a vedl k tomu, že Turecko bylo jedinou zemí, která nový stát uznala. Tyto události a z nich vyplývající politická situace jsou předmětem probíhajícího sporu.
Kypr je demokratická prezidentská republika, zákonodárným orgánem je  jednokomorový parlament. Má vyspělou ekonomikou s vysokými příjmy a je významnou turistickou destinací. V indexu lidského rozvoje se umístila na 29. místě. Je členem Organizace spojených národů, Rady Evropy, Commonwealthu; byla zakládajícím členem Hnutí nezúčastněných zemí až do svého vstupu do Evropské unie v roce 2004; je členem eurozóny a od konce roku 2025 by měla být členem schengenského prostoru. Kypr dlouho udržoval dobré vztahy se Severoatlantickou aliancí a zároveň odmítal do ní vstoupit, ale v roce 2024 potvrdil, že nyní do ní hodlá oficiálně vstoupit.

## Dějiny

### Pravěk
První přítomnost člověka se datuje od období 10 tisíc let př. n. l., kdy na ostrov zavítali sezónní lovci trpasličích slonů a hrochů, kteří byli lovem rychle vyhubeni. Studny objevené archeology na západním Kypru jsou považovány za jedny z nejstarších na světě, jejich stáří je 9 000 až 10 500 let. Na Kypru byly nalezeny také jedny z nejstarších dokladů domestikace koček.

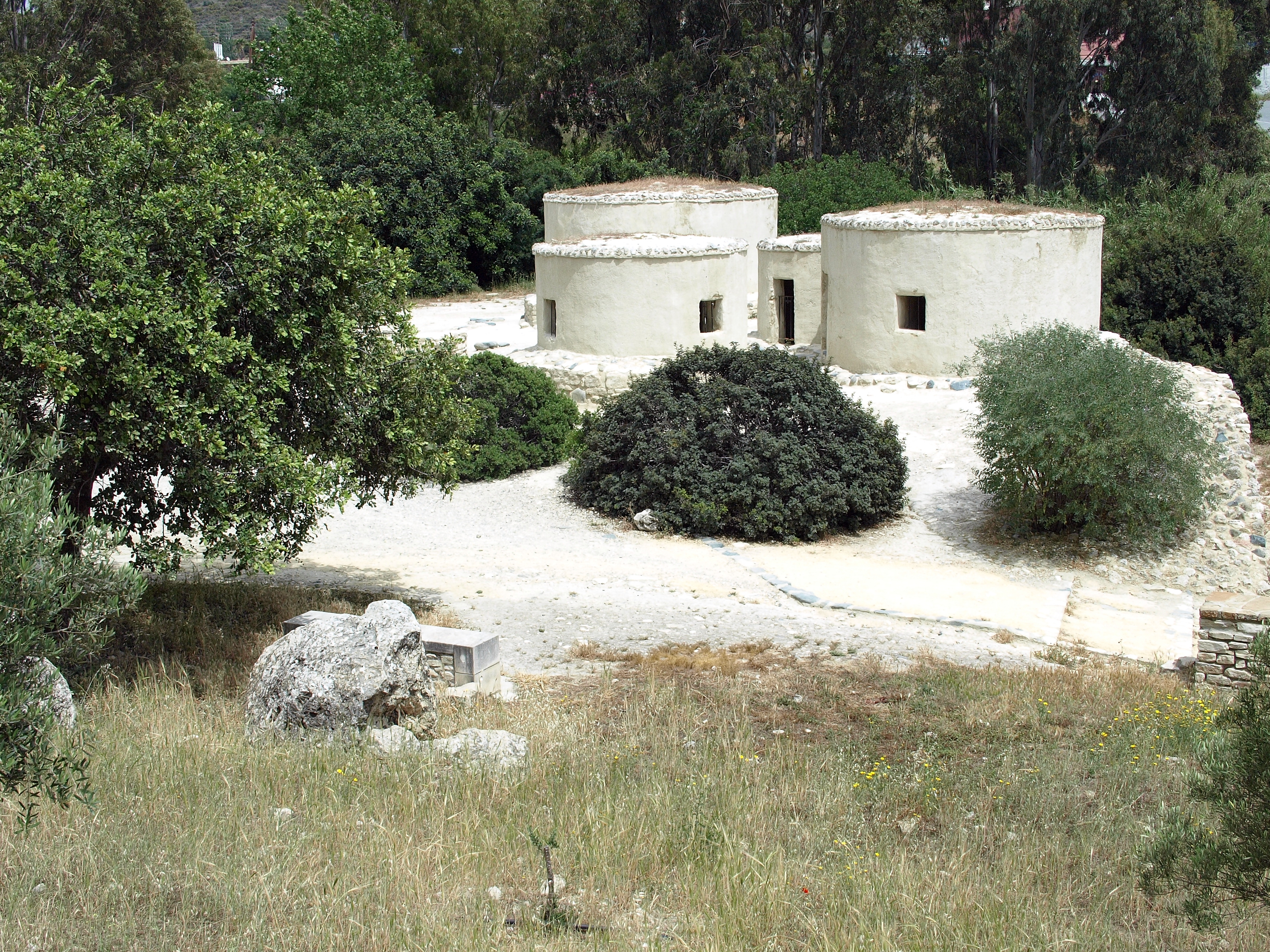
Archeologická neolitická lokalita Choirokoitia

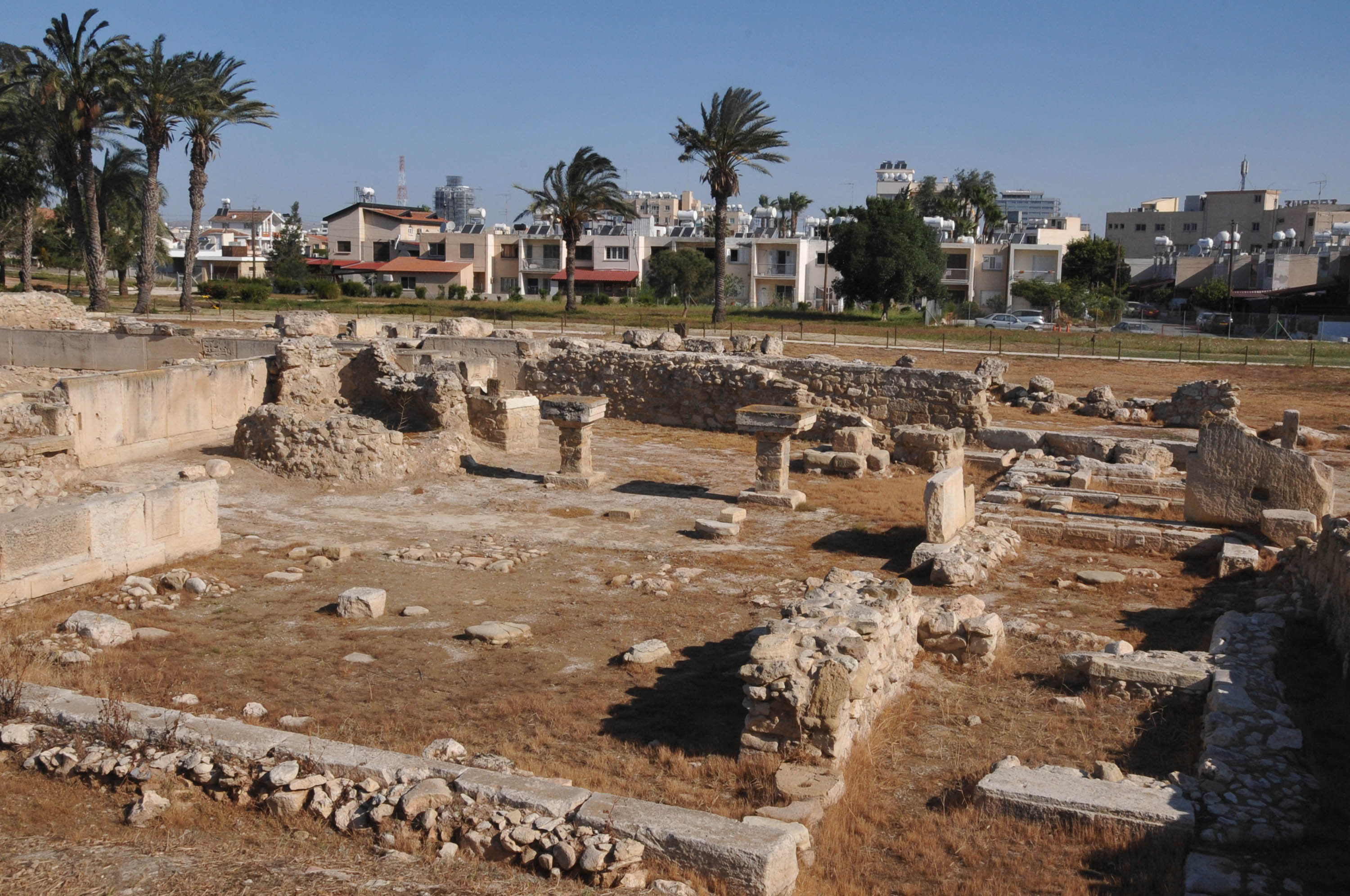
Ruiny Kitionu

Pozoruhodně dobře zachovalá neolitická vesnice Choirokoitia, dnes zapsaná na seznamu Světového dědictví, pochází z doby 7 tisíc let př. n. l. Původní obyvatelé ji opustili zhruba 4 tisíce let př. n. l. Bydleli v kruhových hliněných domech doplněných kameny. Užívali kamenné nástroje.
Keramika z doby bronzové prokázala vlivy Anatolie, Egypta a Mínojské civilizace. Během pozdní doby bronzové zažil ostrov dvě vlny řeckého osídlení z Mykén, první byla obchodnická a jejím cílem bylo vytvoření základny pro styky s Blízkým východem, druhá vlna přišla po zhroucení Mykénské civilizace (1100 až 1050 př. n. l.). Vývozním artiklem se stala měď (latinský název mědi Cuprum je odvozen právě z názvu ostrova Kypr) následovaná keramikou. V 10. století př. n. l. na ostrov dorazili také Féničané. Ti tu založili několik kolonií, nejvýznamnější byl Kition.
Asi okolo roku 700 př. n. l., během doby železné, na Kypru existovaly roztroušené městské státy, které na přelomu století dobyl asyrský král Sargon II. Okolo roku 669 př. n. l. se Asyrská říše rozpadla a Kypr se dostal do vlivu Egypta, jehož vláda nad ostrovem však trvala asi jen 25 let. Roku 545 př. n. l. se Kypru zmocnila Perská říše.

### Starověk

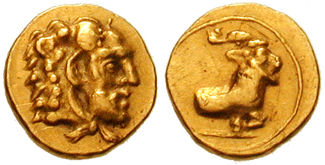
Evagorás I. na minci

Kypr se stal součástí páté satrapie achaimenovské Persie. V roce 499 př. n. l. vypuklo iónské povstání. Bylo potlačeno, ale Kypru se podařilo udržet značný stupeň autonomie. Během 5. století př. n. l. se perský vliv na kyperské záležitosti zmírnil a do popředí se probil Evagorás I. vládnoucí helénistickému království Salamis, které kontrolovalo značnou část ostrova. Po 30 letech vlády ho však porazili Peršané a o tři roky později byl zavražděn. Roku 333 př. n. l. začlenil Kypr do své říše Alexandr Veliký. Po smrti Alexandra se ostrov stal provincií helénistického ptolemaiovského Egypta. Právě v tomto období byl ostrov plně helenizován.

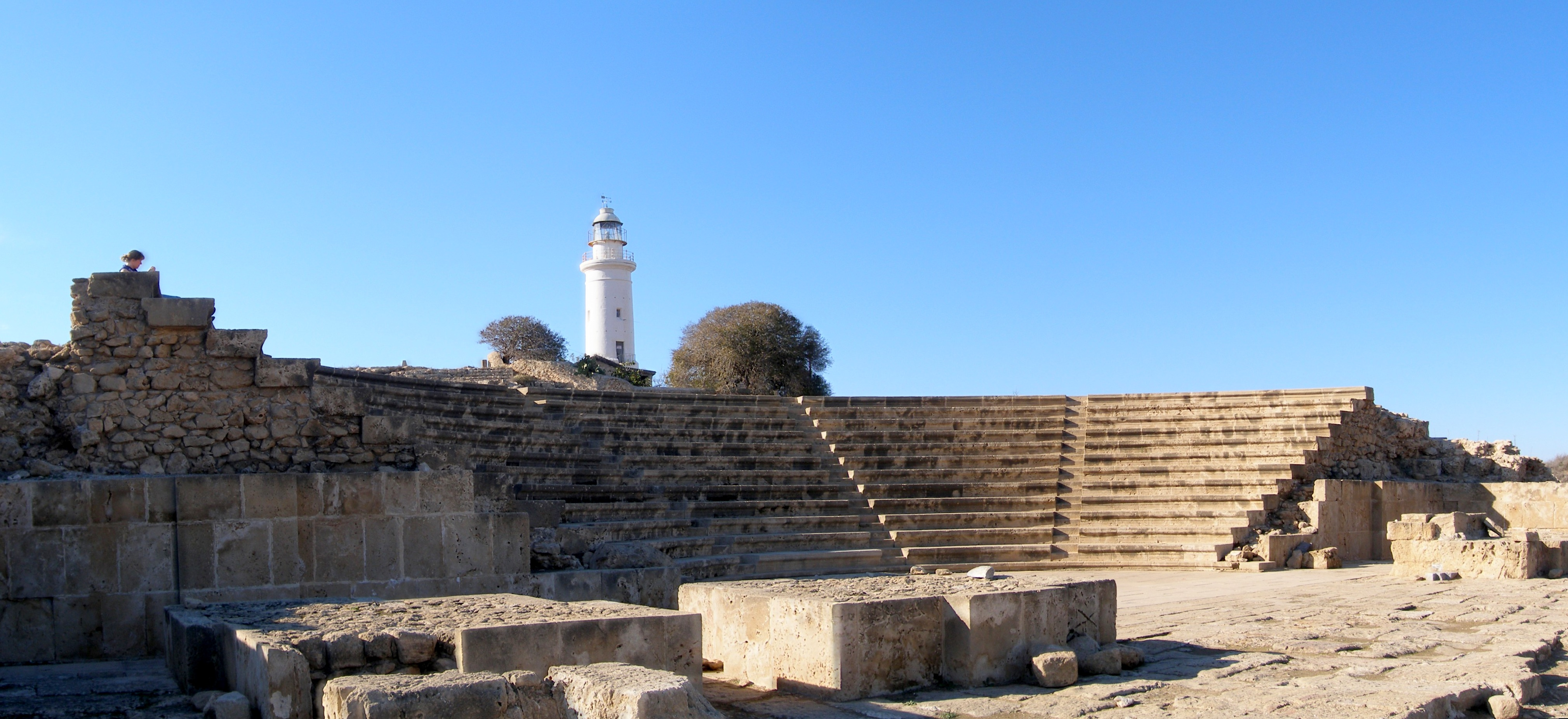
Antický odeon v Pafosu

Roku 58 př. n. l. Kypr anektovala Římská republika. Založila zde svou provincii Cyprus. Místním prokonzulem se stal načas i slavný filozof Cicero. Éra Julia Caesara a Marca Antonia přisoudila Kypr znovu dočasně Egyptu, ale s římským císařem Augustem se navrátil do římských rukou. Následujících pět set let bylo více poklidných. V tomto období nadvlády Římského císařství byly zbudovány divadla v Salamisu a v Kourionu a palác guvernéra v Pafosu. Římské období bylo jedním z nejúspěšnějších v historii Kypru.
Roku 45 (již našeho letopočtu) sem zavítal apoštol Pavel v doprovodu svatého Barnabáše, rodilého kyperského žida, který se obrátil ke křesťanství, a spolu založili kyperskou církev a zasloužili se o rozšíření tohoto tehdy mladého náboženství. Ke konverzi přiměli i římského guvernéra Sergia Paula. Křesťanství definitivně zvítězilo, když císař Theodosius I. roku 391 všechny ostatní kulty zakázal. K těm patřily zejména císařský kult a kult Afrodity, jež se měla dle mýtu zrodit z mořských vln právě u břehů Kypru.

### Byzantská nadvláda

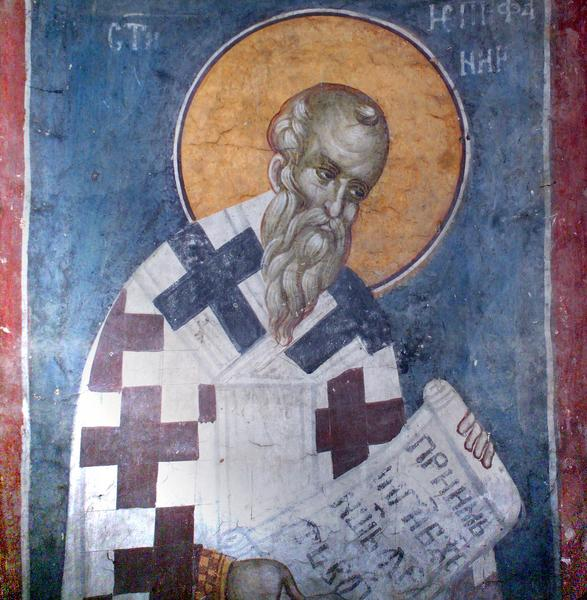
Epifan ze Salaminy

Po rozdělení Římské říše v roce 395 byl ostrov přidělen její východní části, Byzanci, pod níž pak patřil osm století. Arcibiskupství na Kypru vzniklo roku 325. Císař Zenon v roce 488 umožnil kyperské církvi osamostatnit se od antiochijského patriarchátu a stát se autokefální. Druhý kyperský arcibiskup Epifan ze Salaminy, konvertovaný žid, se stal jedním z církevních otců a světců. V úřadě byl v letech 368 až 403. Autokefální status byl zrušen roku 1260.
Od 7. století ostrov sužovaly arabské nájezdy z Levanty, často pirátské nebo kořistnické. Mnoho měst – jako Salamis – bylo zničeno a nikdy nebylo obnoveno. V roce 688 došlo k dohodě mezi Byzantskou říší a Umajjovským chalífátem o kyperské spolusprávě, kterou čas od času obě strany porušovaly. Tento stav trval do roku 965, kdy se Kypr opět navrátil do vlastnictví Byzance, za císaře Nikeforose II.
Do poloviny 12. století byl Kypr prosperující ostrov, kterému se vyhýbaly válečné konflikty. Teprve na jaře roku 1158 se na Kypru vylodil Renaud de Châtillon v čele křižácké antiochijské armády, posílené o arménské oddíly knížete Thorose. Posádka byzantského guvernéra na Kypru byla velmi slabá a útok vůbec nečekala. Boj byl velmi krátký. Posádka byla zčásti pobita a zčásti zajata. Do zajetí padl i zdejší místodržící Jan Komnenos, jenž byl zároveň synovcem byzantského císaře, a generál Michael Branas. Křižáci s Armény poté ostrov celé tři týdny intenzivně pustošili. Řádění zaznamenal a odsoudil jeruzalémský historik Vilém z Tyru. Z invaze se Kypr vzpamatovával dlouhá desetiletí.

### Kyperské království a Benátčané

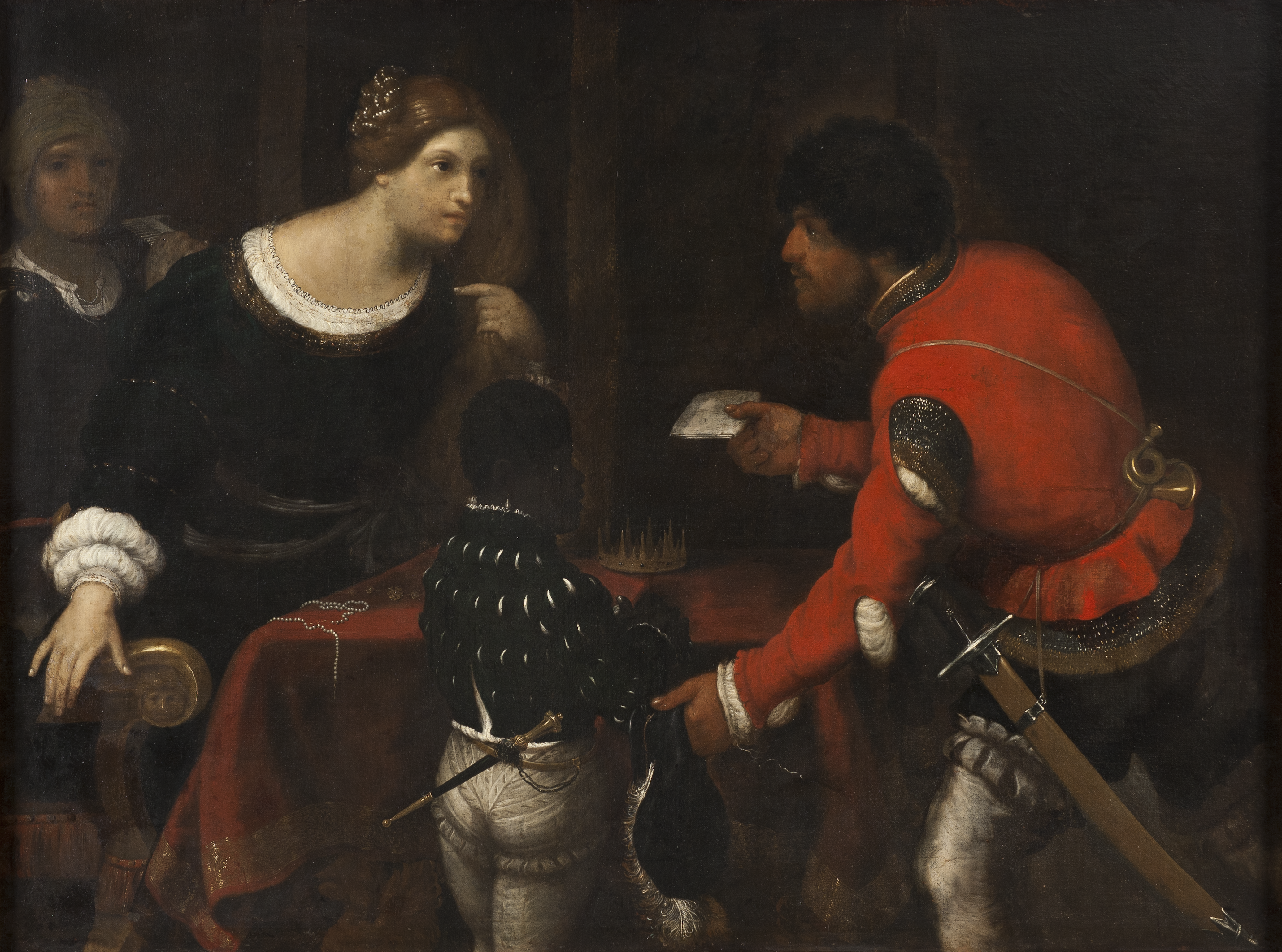
Kateřina Cornaro Kypr prodala

V roce 1191 Kypr v rámci třetí křížové výpravy dobyl anglický král Richard I. Lví srdce. Za rok ho pak prodal templářům. Na Kypru tak v letech 1191–1489 existoval křižácký stát. Prvním kyperským králem se stal bývalý král jeruzalémský, Kvido z Lusignanu, který ostrov od templářského řádu koupil. Po jeho smrti přijal korunu kyperského krále, z rukou císaře Svaté říše římské Jindřicha VI., jeho bratr Almerich. Království dlouhodobě upadalo, v roce 1426 se stalo poplatným státem egyptských Mamlúků. Rod Lusignanů vládl Kypru až do roku 1474. Tehdy zemřel teprve roční král Jakub III., syn krále Jakuba II. (asi 1440–1473) a Kateřiny Cornaro, která ostrov v roce 1489 prodala Benátské republice.

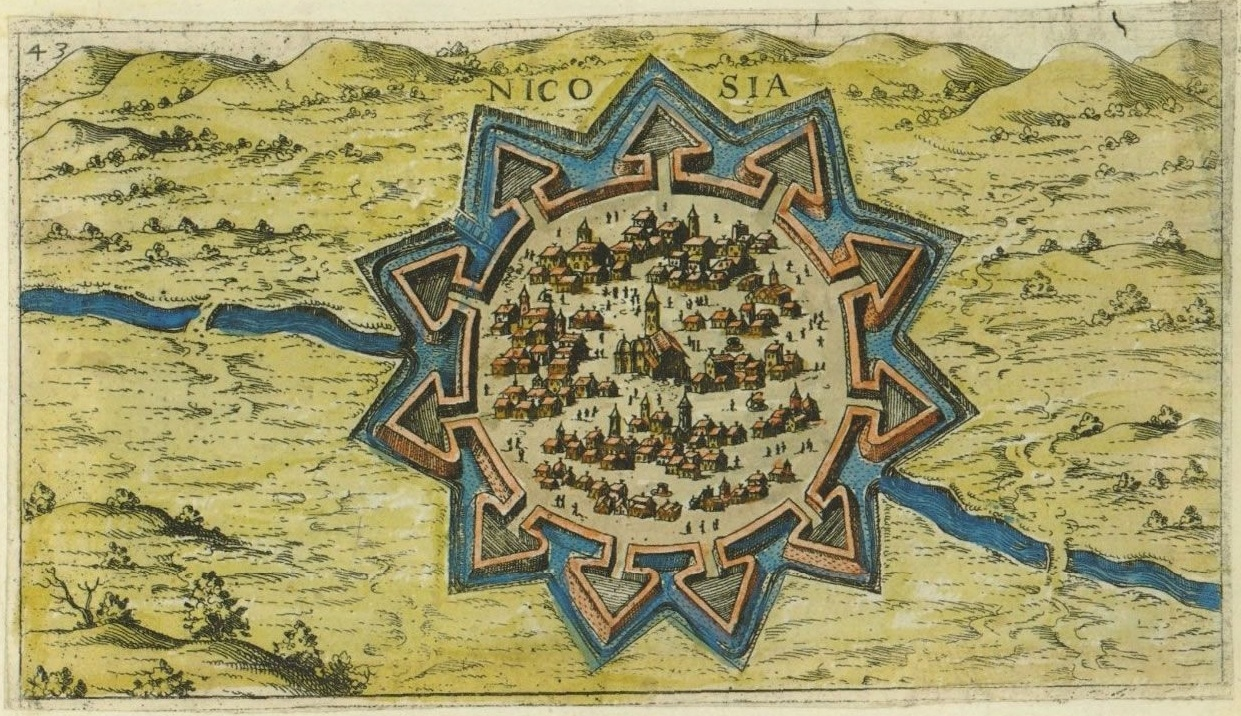
Slavné opevnění Nikósie vybudované Benátčany

Benátský Kypr existoval necelé století. Benátčané rozvinuli zejména Nikósii, kterou mohutně opevnili. Benátské období se vyznačovalo také útlakem řeckých obyvatel vyznávajících pravoslaví (převážně rolníků, z toho snad až padesát tisíc byli nevolníci) vládnoucí latinskou třídou, která byla dříve spřízněna s králi z lusignanské dynastie, ale i samotnými Benátkami, které na ostrově upřednostňovaly římskokatolictví před většinovým pravoslavím. Na druhou stranu, někteří Řekové se vyšvihli mezi elitu, například král Jan II. si vzal za ženu Řekyni Helenu Palaiologinu. Po celou dobu byl Kypr vystaven nájezdům Osmanských Turků. V roce 1539 turecká flota například zpustošila Limassol. Benátčané v reakci opevnili také Famagustu a Kyrenii, avšak nakonec marně.

### Osmanská nadvláda

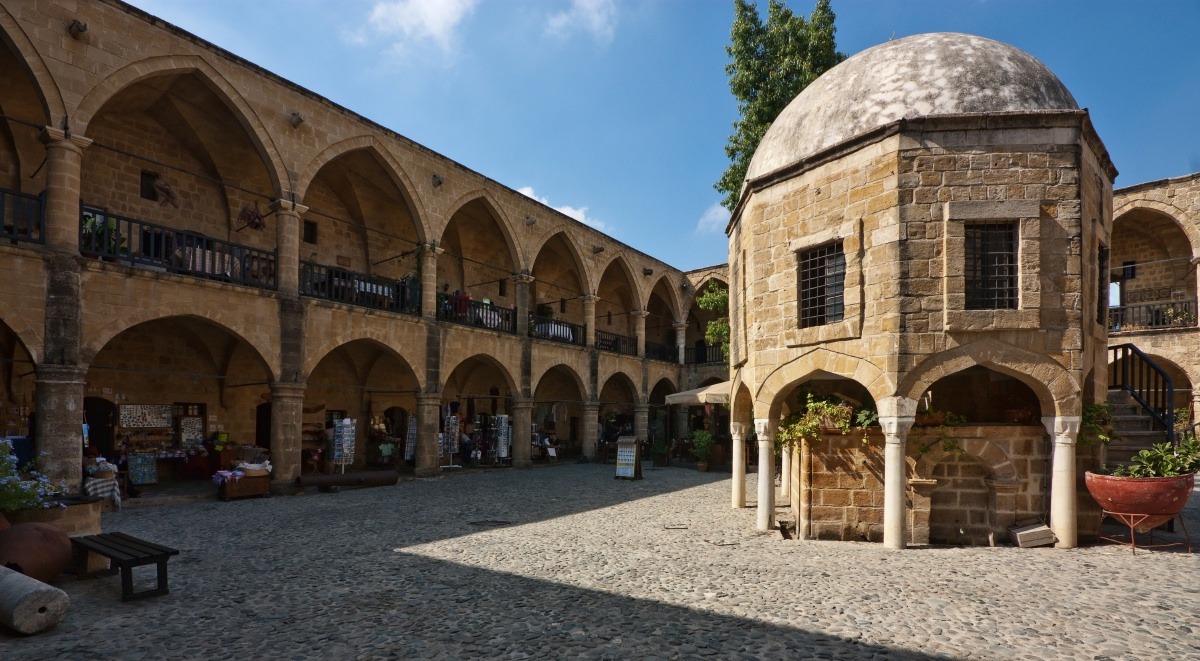
Osmanská architektura v Nikósii

Roku 1571 Osmanská říše Kypr dobyla a plně ovládla. Osmanské síly při dobývání zmasakrovaly mnoho řeckých a arménských obyvatel. Osmanský Kypr existoval poté až do roku 1878.
Zásadní změnou byl příliv tureckých kolonistů. Většinou šlo o vysloužilé turecké vojáky, jimž Osmanská říše přidělila zdarma půdu. 

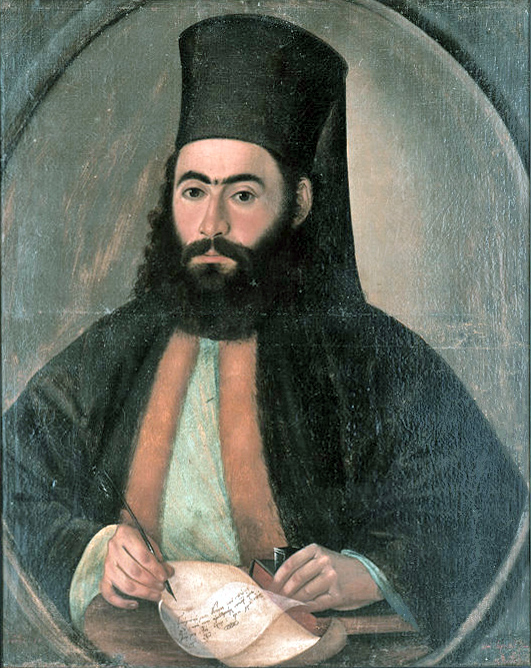
Popravený arcibiskup Kyprianos

Osmané později na ostrov odesílali také různé „nežádoucí osoby“ a členy různých „problémových“ muslimských sekt. Tak vznikl problém turecké etnické menšiny. Poměr muslimů a křesťanů po celou dobu osmanské nadvlády kolísal. V letech 1777–78 žilo na Kypru 47 000 muslimů a 37 000 křesťanů. Roku 1872 to bylo 44 000 muslimů a 100 000 křesťanů.
Osmanský systém millet posílil pozici řecké pravoslavné církve. Postupně se kyperský arcibiskup stal nejen náboženským, ale také etnickým vůdcem a církev se ujala úkolu ochránce řeckého kulturního dědictví. Katolíci byli v horším postavení a z mnohých z nich se stali krypto-křesťané. Zjevný byl úpadek hospodářský.
V 19. století začal postupně narůstat řecký nacionalismus. Řekové toužili po spojení ostrova s Řeckem (enosis). Jakmile v roce 1821 vypukla řecká osvobozenecká válka, několik řeckých Kypřanů odešlo do Řecka, aby se připojilo k povstalcům. V reakci na to osmanský guvernér Kypru zatkl a popravil 486 prominentních řeckých Kypřanů, včetně kyperského arcibiskupa Kyprianose a čtyř dalších biskupů.

### Britská nadvláda

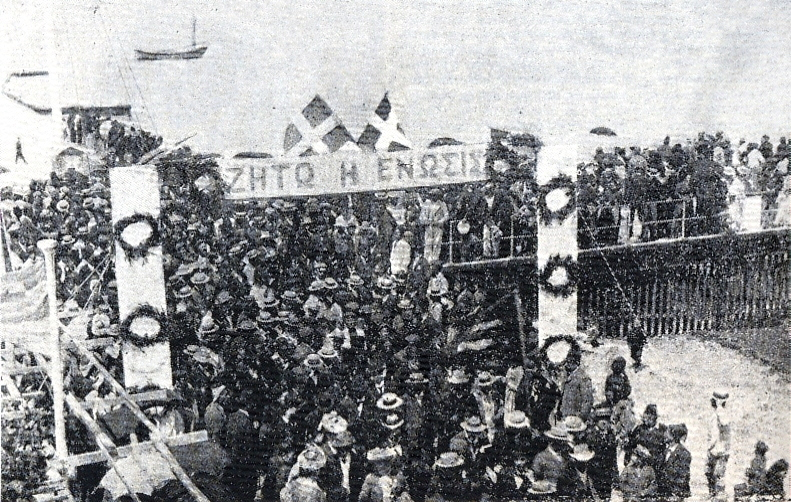
Kyperská demonstrace za připojení k Řecku v roce 1930

V roce 1878 ostrov získali do správy Britové, a to na základě tzv. Kyperské konvence, tajné dohody mezi Brity a Osmany, v níž Britové Turkům poskytli záruky, že budou využívat ostrov jako základnu k ochraně Osmanské říše před možnou ruskou agresí. V roce 1914 byl Kypr k Británii oficiálně připojen. V roce 1915 nabídla Británie Kypr Řecku, kterému vládl řecký král Konstantin I., pod podmínkou, že se Řecko zapojí do války na straně Britů. Nabídka byla odmítnuta. V roce 1923, na základě Lausannské smlouvy, se nová Turecká republika vzdala jakéhokoli nároku na Kypr. V roce 1925 byl Kypr prohlášen za britskou korunní kolonii. Po druhé světové válce se jak v Řecku, tak v Turecku objevila nacionalistická hnutí požadující připojení Kypru.

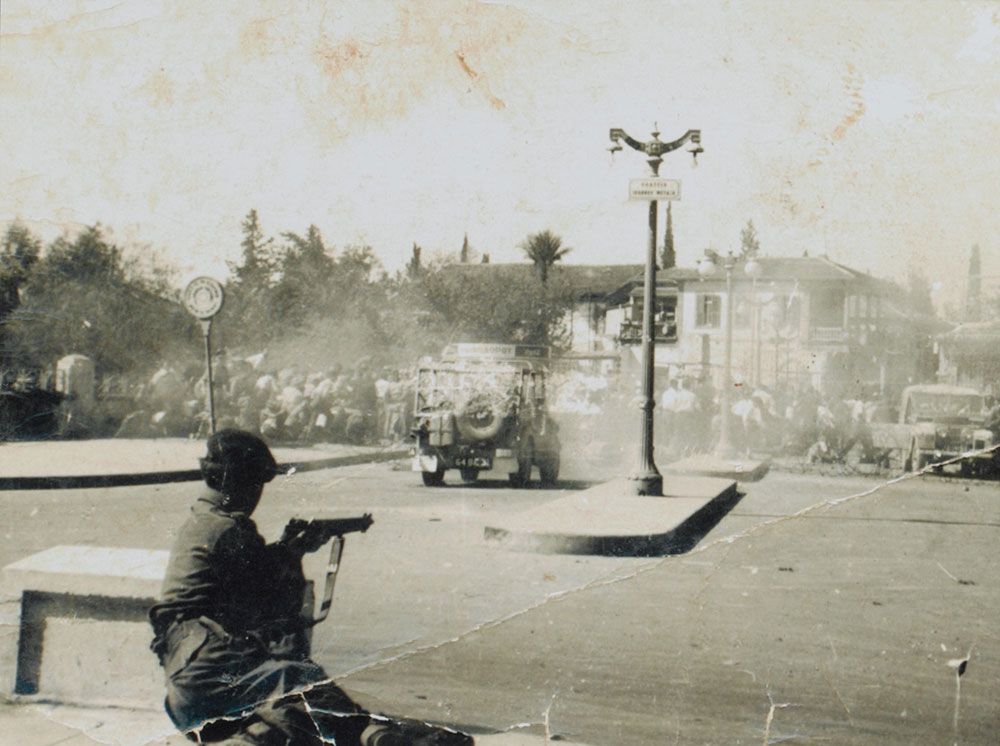
Nepokoje na Kypru roku 1956

V roce 1950 se mezi kyperskými Řeky (kteří představovali 80 procent populace) uskutečnil plebiscit ohledně připojení k Řecku. Více než 96 % obyvatel se pro toto připojení vyslovilo. To vzbudilo obavy kyperských Turků. Britové výsledky referenda odmítli a svoji správu na ostrově udrželi až do roku 1960.
V roce 1955 se proti britské správě zformovala Národní organizace kyperských bojovníků (EOKA) vedená Georgiosem Grivasem, která zahájila partyzánské útoky proti Britům. Ostrov se začal zmítat v násilí, do kterého se brzy zapojili také kyperští Turci, kteří založili vlastní partyzánské hnutí Turecká organizace odporu (TMT). 
Na základě curyšsko-londýnských jednání z roku 1959 se představitelé Řecka, Turecka a Velké Británie a obou kyperských národnostních komunit dohodli na nezávislosti ostrova.

### Nezávislost a občanská válka

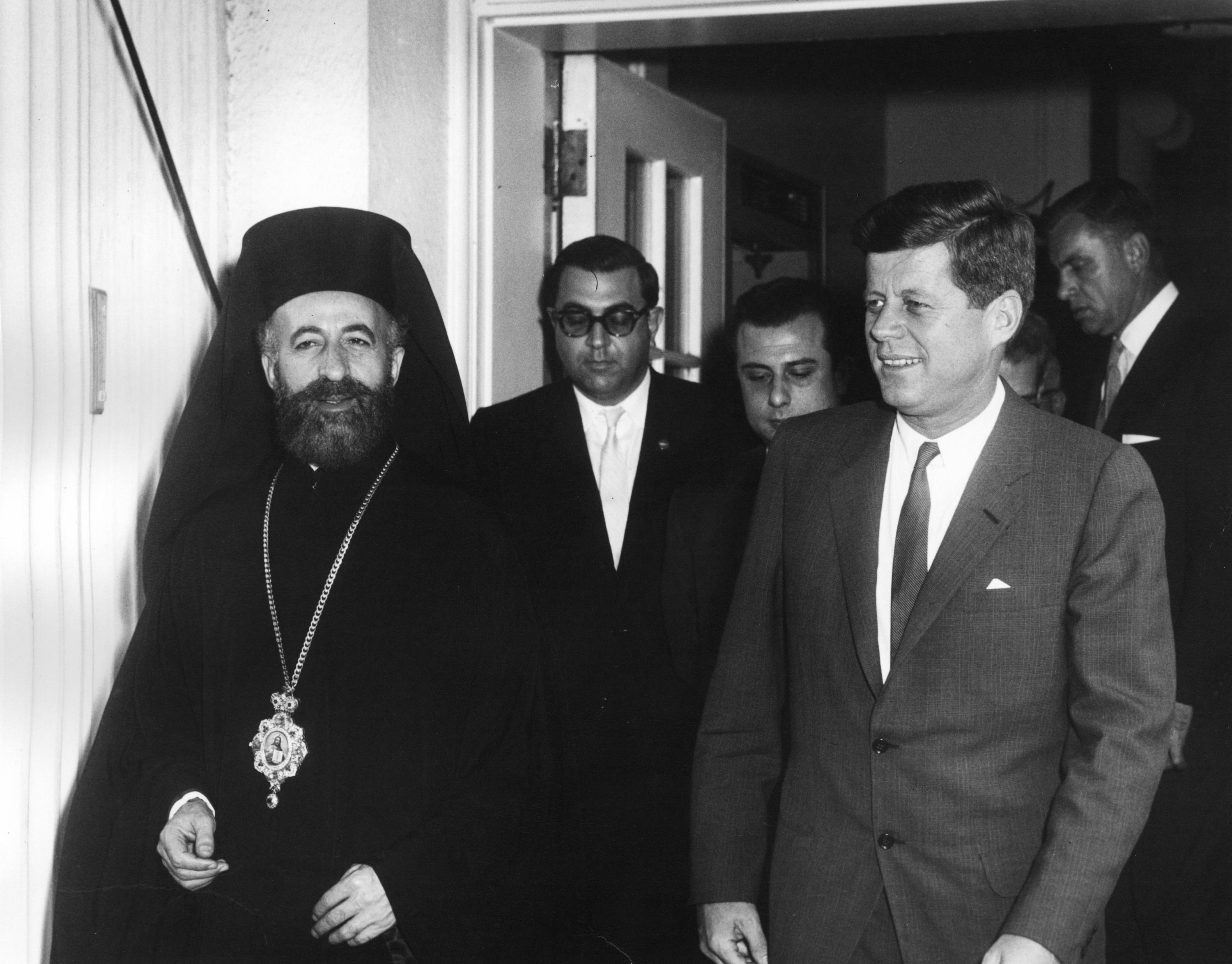
Makarios III. a J. F. Kennedy roku 1962

Kypr získal nezávislost v roce 1960 odtržením se od Velké Británie. V roce 1961 se stal součástí Commonwealthu. Rok po získání nezávislosti se současně rozhořel konflikt mezi Řeky a Turky. Po vzájemných střetech z konce roku 1963 byla mezi oběma národy stanovena nárazníková zóna – tzv. zelená linie, na níž byly od jara 1964 rozmístěny mezinárodní jednotky OSN (UNFICYP). Ani poté rozpory mezi kyperskými komunitami neustaly a do sporu zasahovaly další země, především Řecko, Turecko, ale také Spojené státy, které například roku 1964 zabránily turecké invazi výhrůžkou, že v takovém případě nepodpoří Turky v případě sovětského útoku na jejich území. Do konfliktu výrazně vstoupilo také tehdejší Československo, když kyperské vládě v letech 1966 a 1972 prodalo zbraně, určené pro policejní jednotky věrné prezidentu Makariovi. V roce 1972 československé zbraně dokonce pomohly Makariovým příznivcům odvrátit hrozící převrat ze strany Řecka.

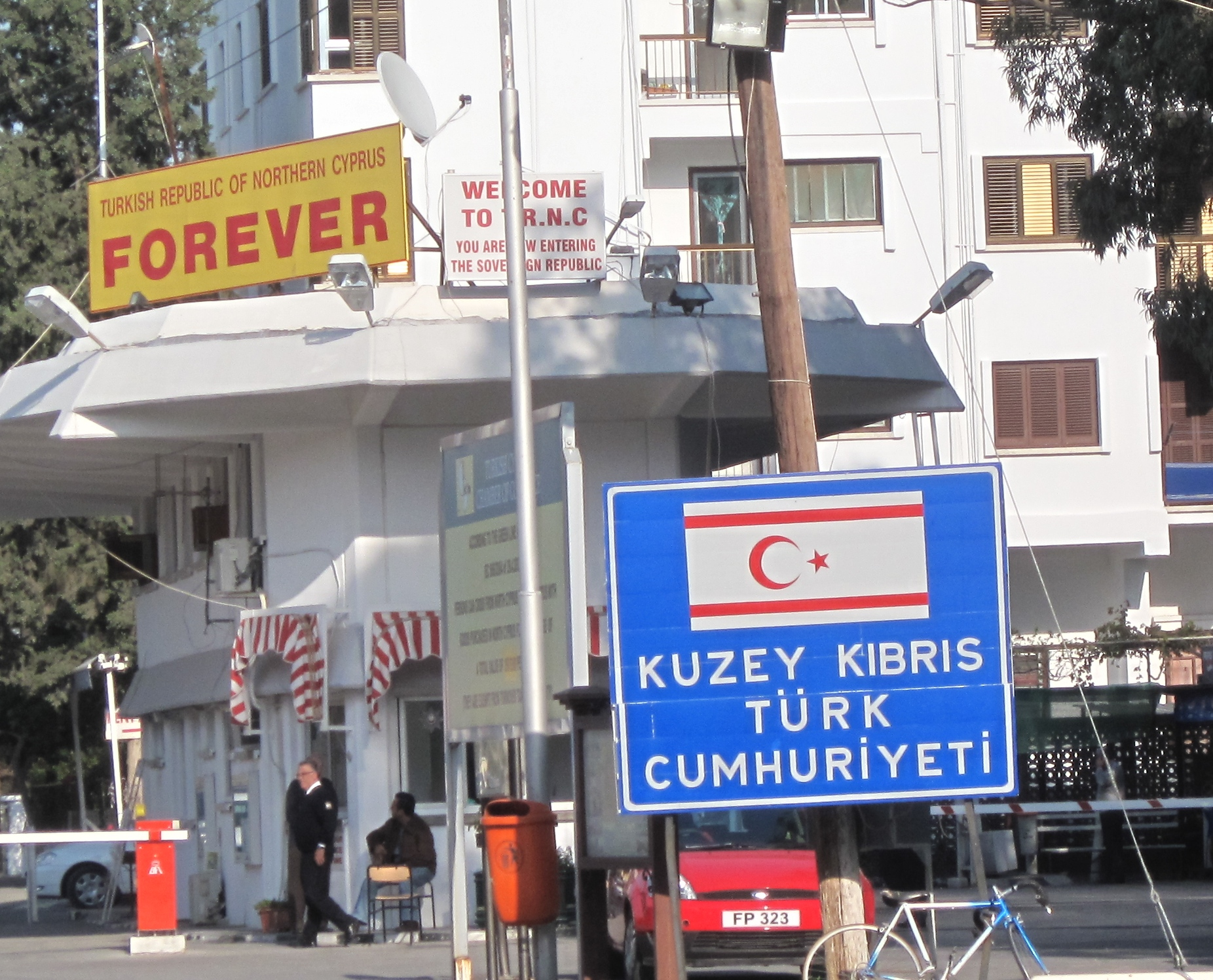
Hranice se separatistickou Severokyperskou tureckou republikou

V roce 1974 nakonec skutečně proběhl v jižní (řecké) části ostrova vojenský puč, v součinnosti s vojenskou juntou vládnoucí v Řecku, který měl vést ke spojení s Řeckem. Prezident Makarios uprchl přes britskou vojenskou základnu do zahraničí a pučistům se ho nepodařilo zatknout. V Řecku krach puče vedl k pádu junty. Turecko na převrat odpovědělo invazí na severovýchodní část ostrova. Turecká armáda zabrala 36 procent území ostrova. V následujícím období bylo přesunuto 150 000 kyperských Řeků ze severu na jih a 50 000 kyperských Turků z jihu na sever. Byl ustanoven separatistický stát, který se roku 1983 prohlásil nezávislou republikou, jež byla doposud uznána pouze Tureckem. Oba státy stále odděluje „zelená linie“ hlídaná vojsky OSN.

Rozdělení ostrova

V roce 2004 bylo na popud OSN uspořádáno referendum o sjednocení ostrova, které mělo vést k vytvoření Sjednocené kyperské republiky, která by následně vstoupila do Evropské unie. Ačkoli byl tzv. Annanův plán (sjednocení obou částí vytvořením federativního státu) v severní části přijat 65 % hlasů tureckých Kypřanů, byl zamítnut řeckou částí Kypru, kde se proti sjednocení ostrova postavilo 76 % obyvatel. Dne 1. května 2004 vstoupil Kypr spolu s devíti dalšími zeměmi do Evropské unie. Byl přijat do EU jako celek, ačkoli legislativa EU je na Severním Kypru pozastavena až do konečného vyřešení kyperského problému.

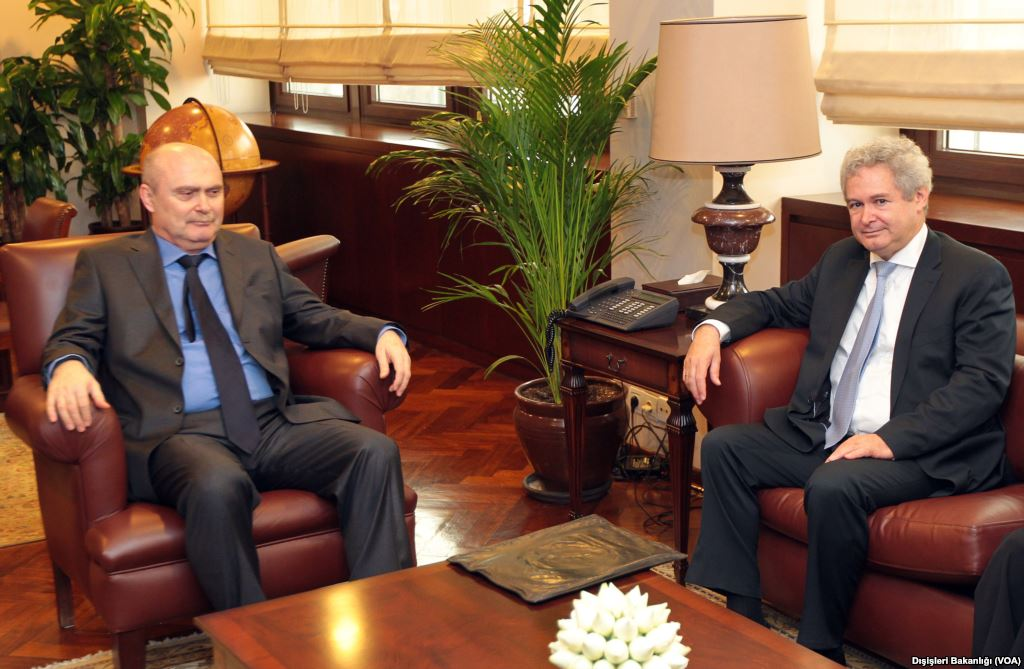
Rok 2014: Jedno z mnoha vyjednávání, které ztroskotalo. Vlevo řeckokyperský diplomat Andreas Mavroyiannis, vpravo turecký diplomat Feridun Sinirlioğlu

V roce 2014 nařídil Evropský soud pro lidská práva ve Štrasburku, aby Turecko odškodnilo kyperské Řeky za nucené vysídlení, vyvlastňování a diskriminaci po turecké invazi v roce 1974. Sever a Jih obnovily rozhovory o znovusjednocení v roce 2015, ale ty se v roce 2017 zhroutily.
Evropský tisk roku 2017 varoval, že Kypr prodává tzv. zlaté pasy ruským oligarchům, což umožňuje ruskému organizovanému zločinu proniknout do EU a ruským zbohatlíkům vyhýbat se sankcím. EU tento problém začala řešit roku 2019 a přiměla kyperskou vládu ke změně zákona. Tento problém se znovu vynořil po ruské invazi na Ukrajinu roku 2022 (týká se i Malty a Bulharska). Kyperská vláda tehdy pod mezinárodním tlakem rozhodla o odebrání zlatých pasů několika nejznámějším ruským oligarchům. Problém je však širší a netýká se jen Ruska, v roce 2020 uniklé dokumenty odhalily široký okruh bývalých a současných úředníků z Afghánistánu, Číny, Dubaje, Libanonu, Saúdské Arábie, Ukrajiny a Vietnamu, kteří si před změnou zákona v červenci 2019 koupili kyperské občanství.

## Státní symboly

### Vlajka
Kyperská vlajka je tvořena zlatou siluetou mapy ostrova v bílém poli umístěnou ve středu vlajky, pod kterou jsou zkřížené dvě olivové ratolesti.

### Znak
Kyperský státní znak je tvořen bílou letící holubici s olivovou ratolestí (symbol míru) na žlutém štítu s letopočtem 1960 (rok vyhlášení nezávislosti na Spojeném království) položeném doprostřed věnce olivových listů.

### Hymna
Kyperská hymna je píseň Ýmnos eis tin Eleftherían (Ύμνος εις την Ελευθερίαν, česky Hymnus ke svobodě, Óda na svobodu nebo Chvalozpěv svobodě). Tato hymna je zároveň řeckou hymnou.

## Geografie

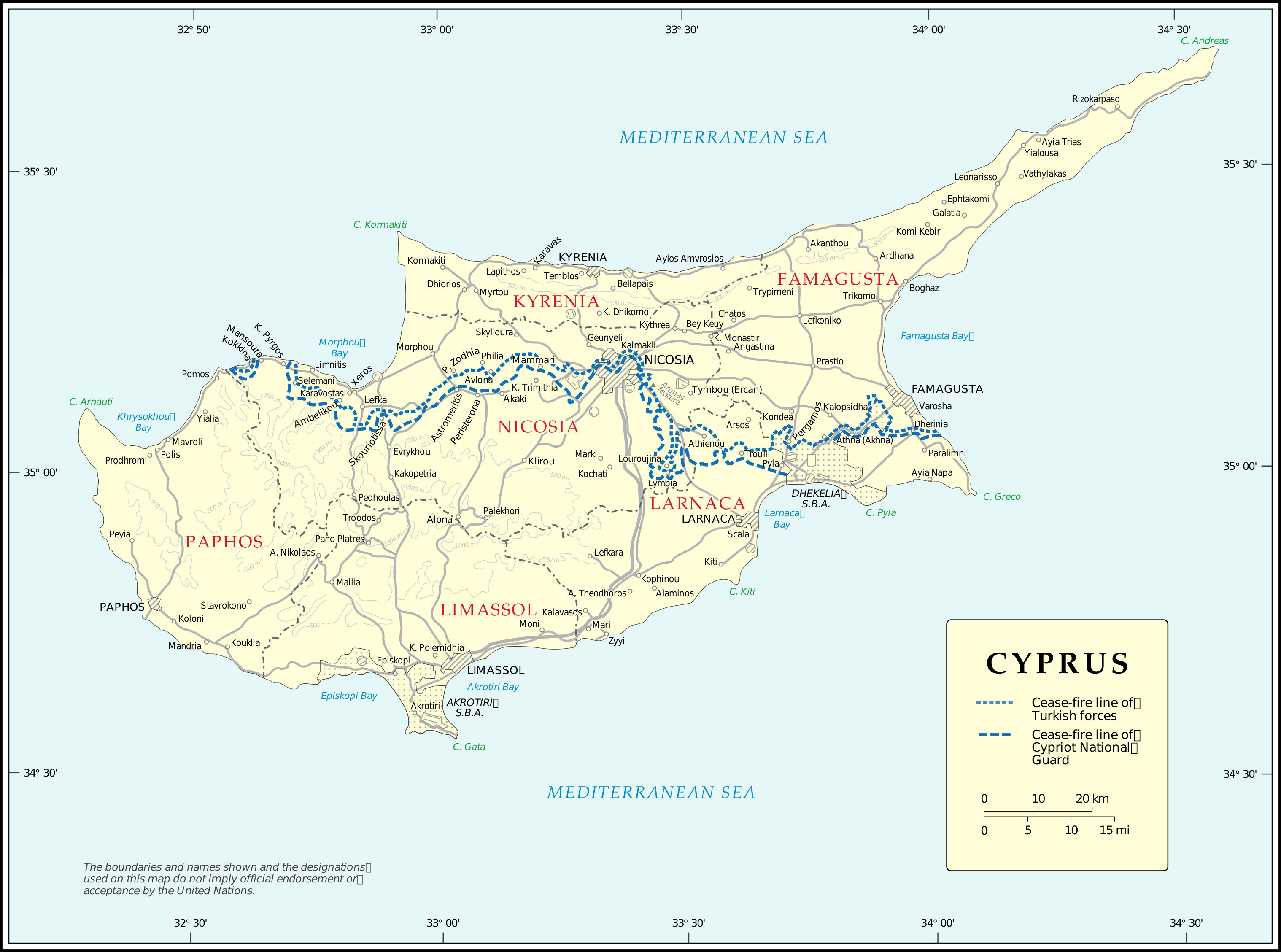
Rozdělení Kypru.

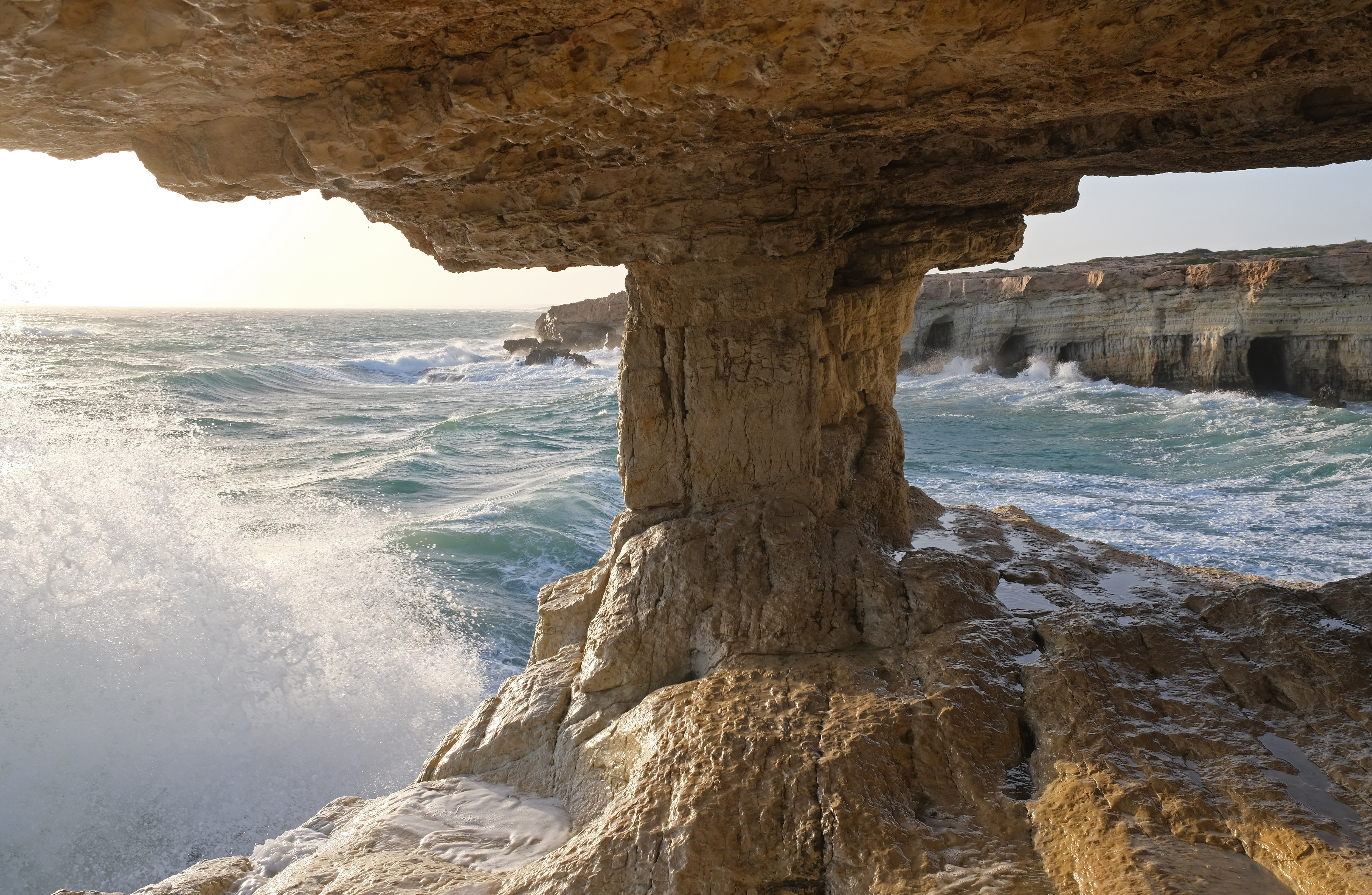
Skalnatý výběžek s názvem Mys Greco

Kypr je třetím největším ostrovem Středozemního moře, po italských ostrovech Sicílie a Sardinie. Svou rozlohou je 81. největší ostrov světa. Ze západu na východ měří vzdušnou čarou 240 kilometrů a široký je 100 kilometrů. Od tureckého území jej odděluje 75 kilometrů moře. Ostrov se nachází mezi 34° a 36° severní šířky a 32° a 35° východní délky.
Přes moře země sousedí se Sýrií a Libanonem, od kterých je vzdálena 105, respektive 108 kilometrů. Od Izraele je ostrov vzdálen 200 kilometrů a od Egypta jej odděluje 380 kilometrů moře. Od řeckého Rhodu je Kypr vzdálen 400 kilometrů a od pevninského Řecka 800 kilometrů.
Fyzickému reliéfu ostrova dominuje pohoří Troodos a menší Kyrénský hřeben, menší rozlohu mají centrální roviny. Pohoří Troodos pokrývá většinu jižní a západní části ostrova a celkově tedy zabírá více než polovinu jeho rozlohy. Nejvyšší bod Kypru je Olympos, vysoký 1952 metrů, který se nachází v centrální části pohoří. Kyrénský hřeben se rozkládá kolem severního pobřeží ostrova, zabírá celkově menší plochu a jeho maximální výška nepřesahuje 1024 metrů.
Z geopolitického hlediska je ostrov rozdělen na čtyři hlavní segmenty. Kyperská republika zabírá dvě třetiny ostrova (59,74 %). Severovýchodní třetinu ostrova zabírá Severokyperská turecká republika (34,85 %). Třetím segmentem je Spojenými národy spravovaná nárazníková zóna nazývaná Zelená linie. Čtvrtým územím jsou britské základny Akrotiri a Dekelia.

### Podnebí a klima
Na ostrově panuje typické středomořské klima s horkým a suchým létem a teplou vlhkou zimou. Léto trvá od června do září, zima pak od listopadu do března. Jaro a podzim trvají krátce a rychle přecházejí v další období.
Na horách jako například Troodos mohou roční dešťové srážky dosahovat až 1000 mm,
v oblasti okolo Nikósie pak 350 mm. Takřka dvě třetiny celoročních srážek spadnou mezi prosincem a únorem.
Během zimy je chladno zejména ve výše položených regionech (zmíněné pohoří Troodos), kde mohou teploty spadnout pod bod mrazu a právě tady se může vyskytnout i sněžení. Letní teploty poblíž města Nikósie se pohybují mezi 21 °C a 37 °C.
Teplota moře je na 22 °C mezi červnem a listopadem, přičemž v srpnu může být na 27 °C. Průměrná mořská teplota během nejchladnějších měsíců padá na 16 °C až 17 °C.
Vítr vane zpravidla slabý nebo mírný, zřídka dosahující vysokých úrovní Beaufortovy stupnice.
Počet slunečných dní je okolo 320 ročně.

### Vodní zdroje

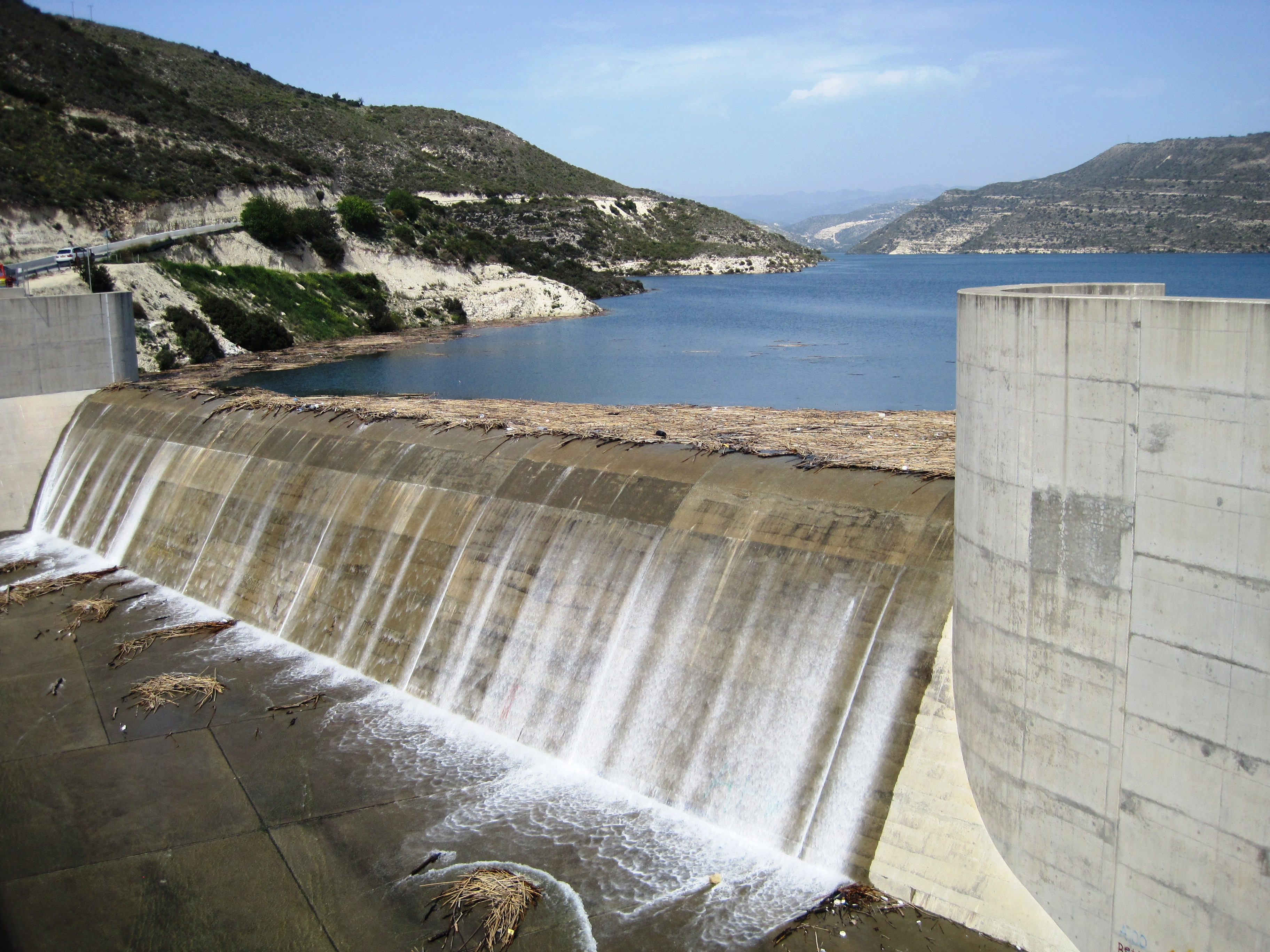
Přetékající přehrada Kouris z distriktu Lemesos v dubnu 2012

Kypr patří mezi evropské země nejvíce ohrožené suchem.
Vodní zdroje přepočtené na jednoho obyvatele má Kypr mezi evropskými zeměmi s výjimkou Malty nejnižší (EEA, 2009).
Vodní hospodářství se dotýká také pro ostrov důležitého turismu, spotřeba tohoto odvětví se pohybuje mezi 4-5%.
Potíže spjaté s vodou začaly v 60. letech a s narůstající populací a vyčerpáváním podzemních zdrojů zintenzivněly.
Pitná voda na Kypru je ve světovém srovnání kvalitativně podprůměrná.
Nejdelší řekou na Kypru je Pedieos.

### Fauna a flóra

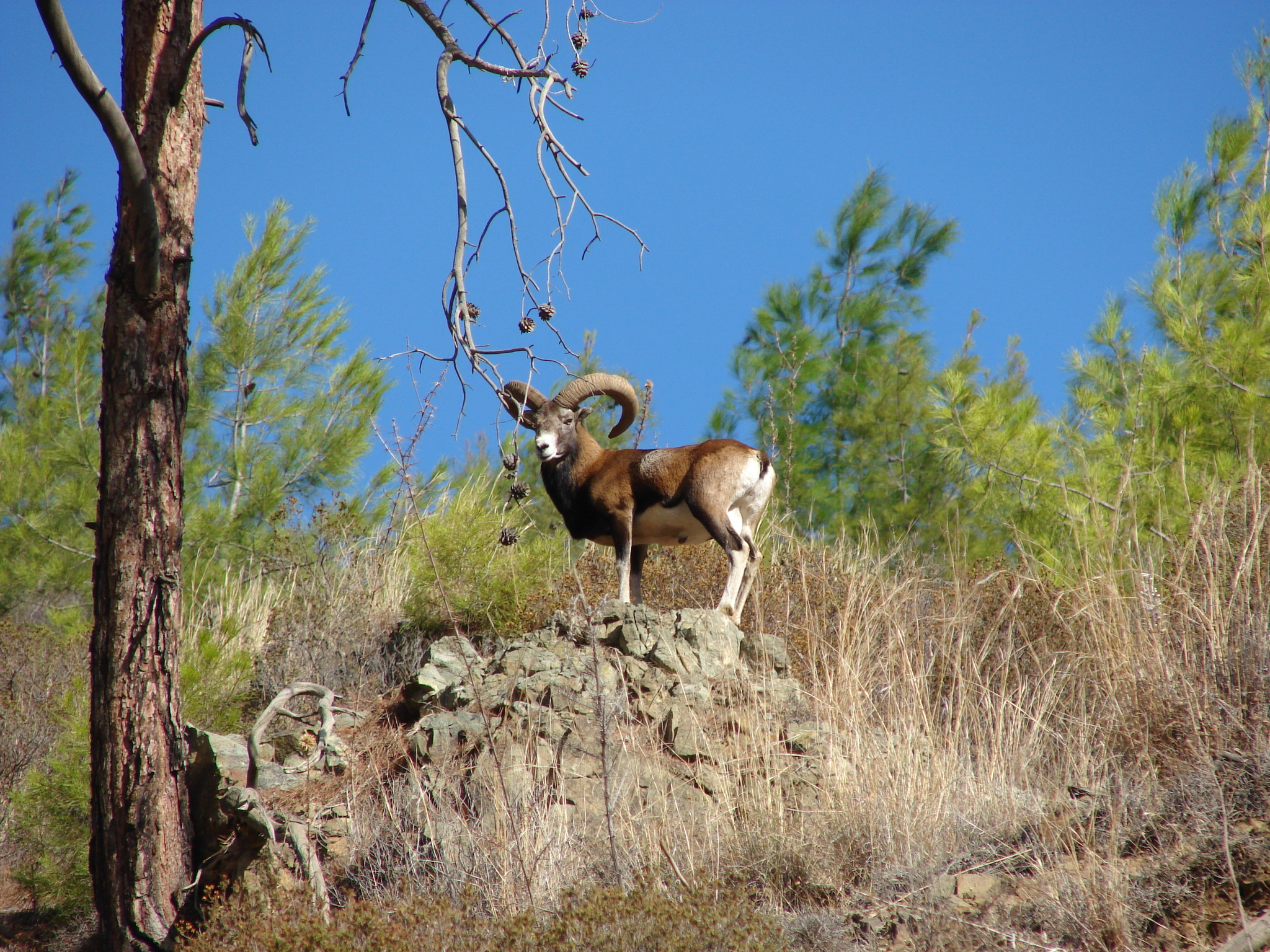
Samec muflona kyperského

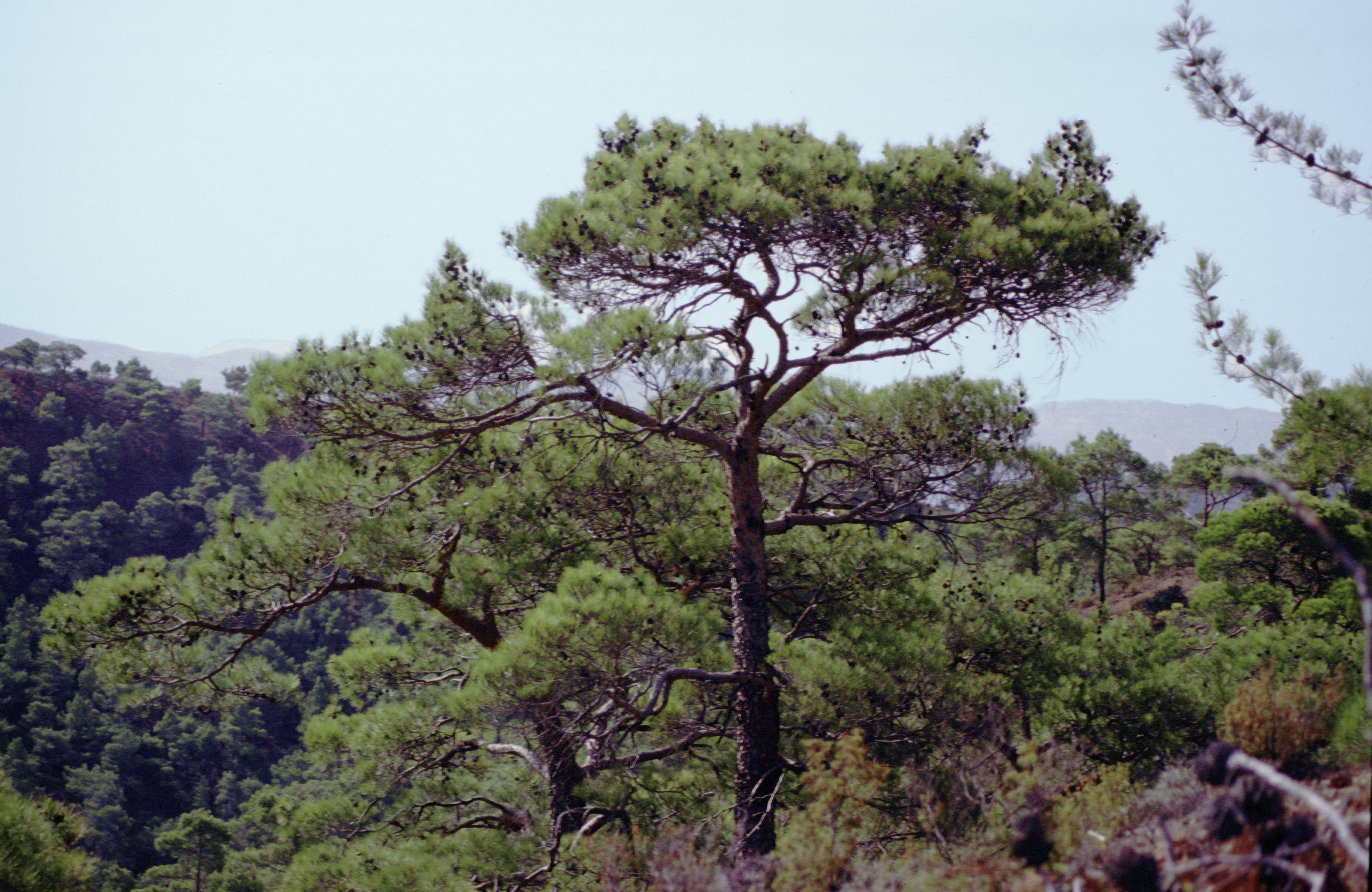
Borovice kalabrijská rostoucí v horách Troodos

Ostrov leží na migrační trase mnoha druhů ptactva, z nichž některé zde přezimují. Jde například o ptáky z rodů frankolínů a orebic.
Mezi miliony migrujících ptáků se najdou rovněž plameňáci a kachny divoké, jejichž dočasným sídlem bývají solná jezera Larnaky a Alrotiri. Místní menší ptáci jako pěnice černohlavá nebo červenka obecná byli už v minulosti považováni za pochoutku (například pokrm ambelopoulia), což vedlo ke snížení jejich počtů. Ochranáři odhadují, že je pytláky každoročně uloveno na dva miliony zpěvných ptáků, ačkoliv bylo jejich lovení v roce 2015 postaveno mimo zákon.
Kypr je mimo jiné domovem muflona kyperského (Ovis orientalis ophion) s populací asi 1200 jedinců.
Z plazů je zastoupen řád želv – vyskytuje se tu kareta obecná a i želva zelenavá.
Mezi kyperské hady náleží zmije levantská.
V raných dobách byl střed země – náhorní plošina Mesaoria a pohoří Troodos – zalesněn, ale lidská činnost lesy podstatně zredukovala.
Na konci 18. století se tak projevily negativní důsledky jako např. eroze půdy.
Dřevinaté porosty zastupují citrusy, olivovníky, také rohovník, jehož plodem je takzvaný karob. Pohoří Troodos tvoří borovice kalabrijská, cedr a cypřiš. Rovněž se tu nachází endemický druh stálezeleného dubu – dub olšolistý (Quercus alnifolia).
Endemickým je též cedr krátkolistý (Cedrus brevifolia). Místní flóra čítá více než 125 druhů vyskytujících se z celého světa jen na tomhle místě.
Celkově je na Kypru přes 1350 různých druhů flóry.
Na severozápadě se rozprostírá člověkem nedotčený poloostrov Akamas, při jehož pobřeží pobývají želvy i tuleň středomořský. Na pevnině žijí ježci, lišky, zajíci a drobný savec jménem bělozubka kyperská. Místní jeskyně jsou domovem několika druhů netopýrů. Poloostrov je navíc domovem pro 600 různorodých rostlin.
Zde rostoucí rostlina Centaurea akamantis z čeledi hvězdnicovitých se nenachází nikde jinde na světě a její ohrožení je důvodem zařazení na seznam přísně chráněných druhů rostlin podle Bernské úmluvy.

### Chráněná území
Lesní Národní park Troódos náleží mezi parky evropského unijního projektu Natura 2000. Dalšími lesními národními parky jsou například Athalassa, Cavo Greco (Mys Greco) a Rizoelia. Mezi přírodní rezervace patří cedrový les Tripilos a další.

## Ekonomika

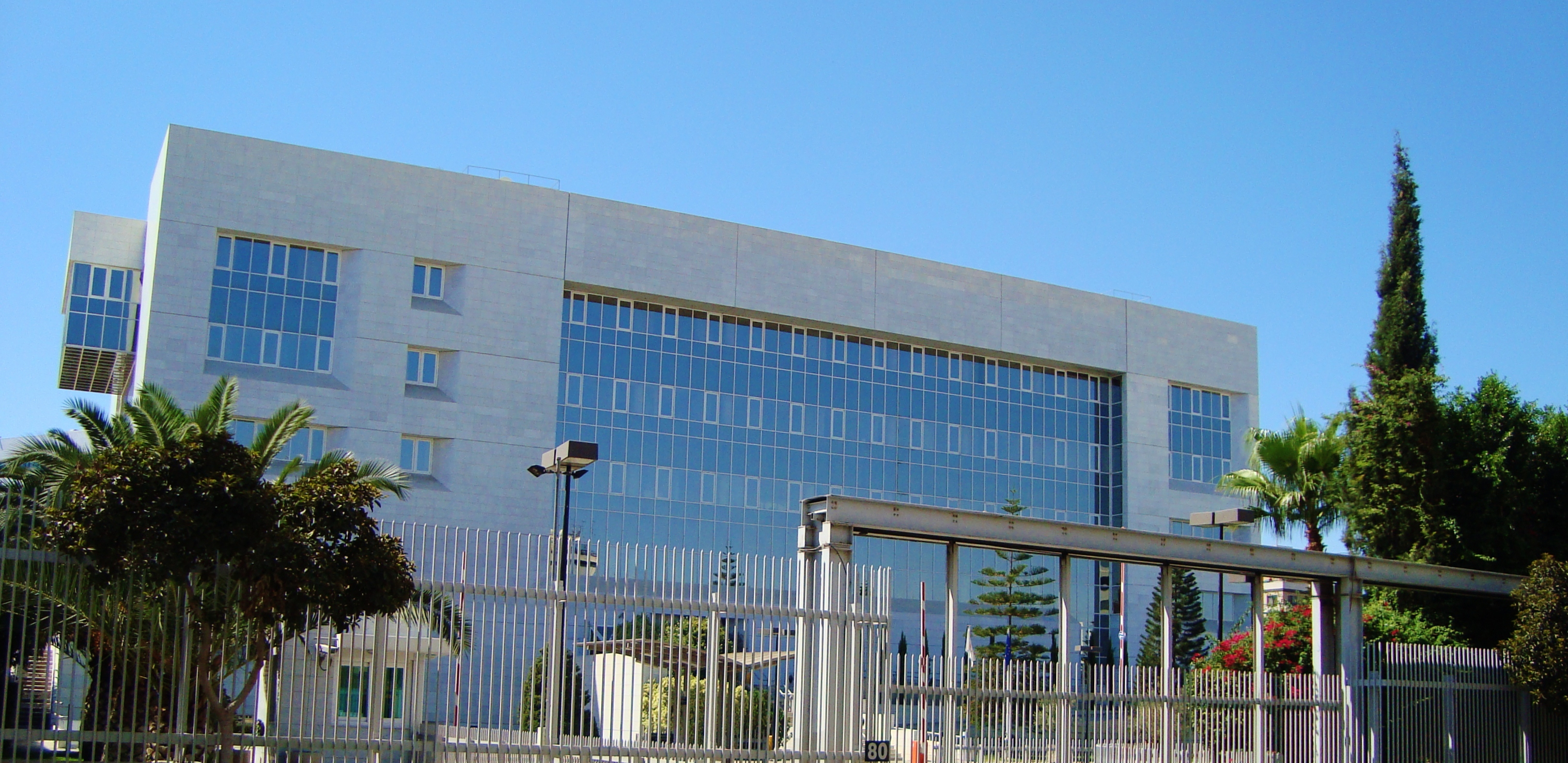
Kyperská centrální banka sídlí v Nikósii (Lefkosíi)

Kyperská ekonomika náleží podle Světové banky mezi ty vysokopříjmové (r. 2020).
V roce 2011 zasáhla zemi hospodářská, finanční a fiskální krize, která v roce 2013 vyvrcholila krizí bankovní.
Ratingové agentury Moody's a Standard & Poor's v roce 2012 následovala zbylá z tzv. velké trojky agentura Fitch Ratings, která též snížila úvěrovou spolehlivost země na úroveň „junk“ (anglicky odpad).
Trojice mezinárodních věřitelů – Evropská komise, Evropská centrální banka a Mezinárodní měnový fond – půjčila Kypru 10 miliard eur za příslib reforem v oblasti sociálních a veřejných výdajů.
V minulosti zastával Kypr po dobu několika desetiletí roli daňového ráje. Po vstupu do Evropské unie stále spoléhá na své vstřícné podnikatelské právo a prostředí, vzdělanou pracovní sílu, infrastrukturu a nízkou kriminalitu.
Průmysl limituje omezené množství surovin na ostrově. Převládá proto lehký průmysl – výroba oděvu a obuvi, potravin, nápojů a lehké strojírenství.
Přítomen je nakladatelský průmysl.
Těžební průmysl se orientuje na azbest, cement, sádrovec a také na těžbu přírodních pigmentů.
Strategická poloha ostrova mezi třemi světadíly umožňuje rozmach námořní dopravy a služeb s ní spjatých.
V roce 2018 dosáhlo toto odvětví hodnoty 1,034 miliardy €.
Kyperská republika je domovem 11. největšího loďstva na světě a 3. největšího loďstva v Evropě (r. 2018).
Odhaduje se, že přibližně 4% všech lodí na světě je řízeno z Kypru.
Některé významné námořní přepravní společnosti (např. Columbia Marlow) mají centrálu v Limassolu.
Kyperská námořní doprava se vzpamatovala z úpadku v období na pomezí 70. a 80. let a ze ztráty přístavu Famagusta a od 90. let prosperuje.
Její podíl na HDP činí přibližně 4–8%.
Okolo 3% pracujících Kypřanů bylo v roce 2019 zaměstnáno v tomto sektoru.
Kypr je zemí energeticky závislou a přes 95% spotřebované energie je z dovozu.
V oblasti obnovitelných energií dominují větrné a fotovoltaické elektrárny.
V roce 2006 se obnovitelné zdroje na celkové spotřebě podílely necelými dvěma procenty.
V roce 2011 bylo objeveno plynové pole pojmenované Aphrodite se zásobami přibližně čtyř bilionů krychlových stop. V roce 2019 zaznamenala americká společnost Exxon Mobil další významný objev – ložisko Glavkos.
Průzkum narušuje nevyřešená situace s Tureckem, které si nárokuje některá ložiska.
Na začátku ledna 2020 podepsal Kypr s Řeckem a Izraelem dohodu, jejímž cílem je postavit plynovod vedoucí do Evropy z východní části Středozemního moře. Projekt zvaný EastMed by měl vyjít odhadem na 6–7 miliard amerických dolarů.

### Zemědělství

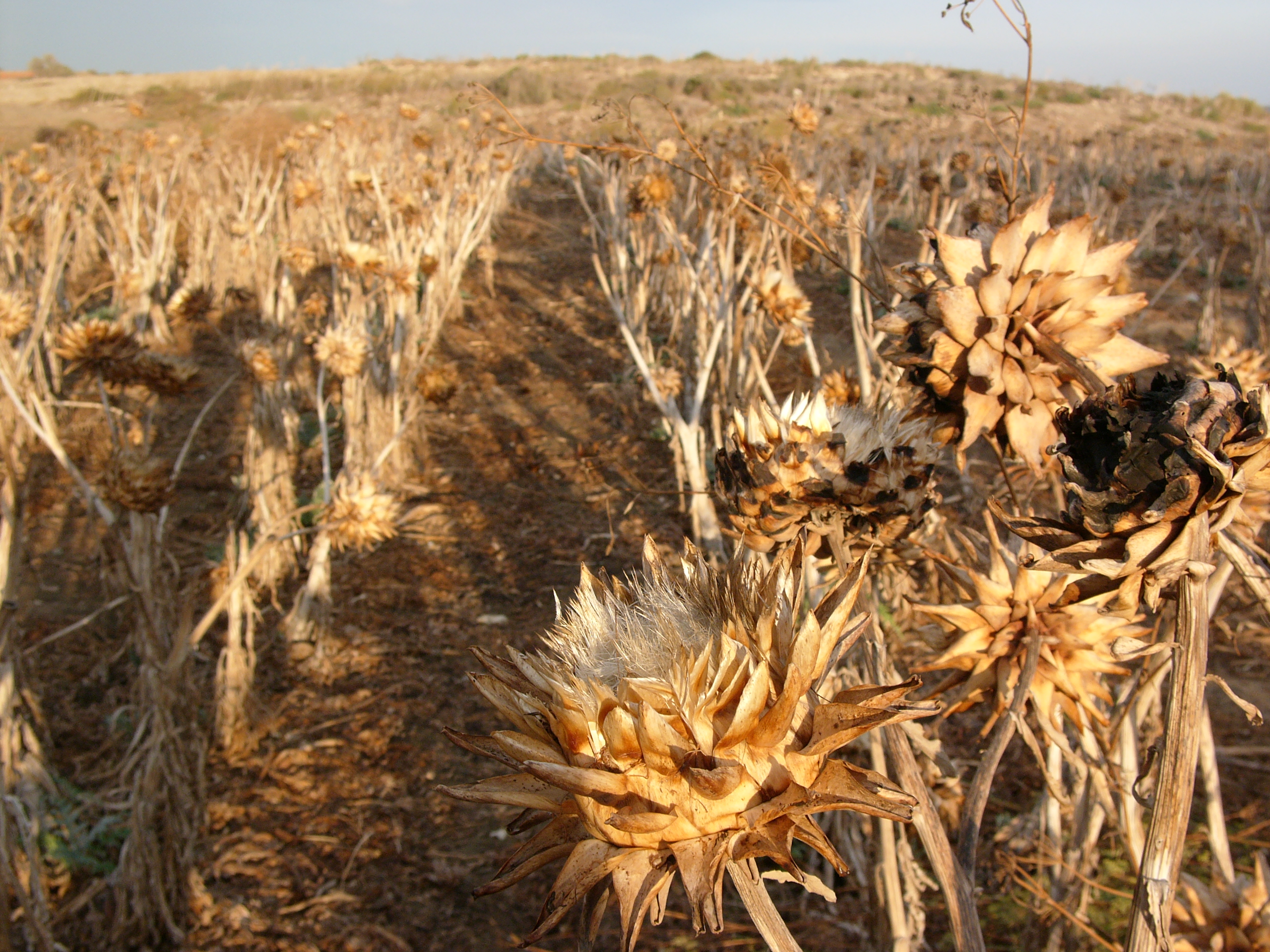
Artyčokové pole

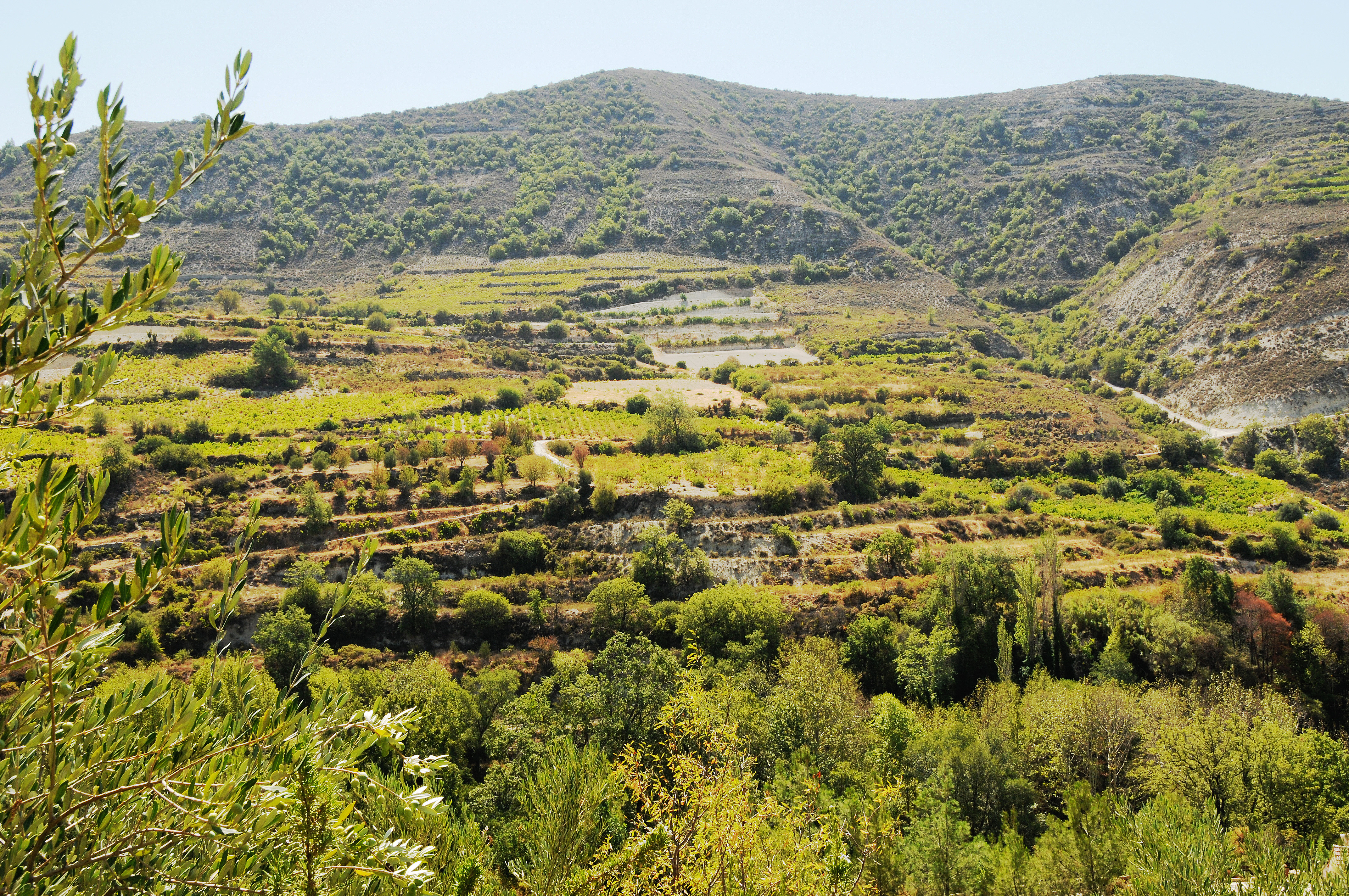
Vinice poblíž vesnice Silikou v distriktu Limassol

Více než třetina obdělávatelné půdy na ostrově má možnost zavlažování – jde zejména o regiony Mesaoria na severovýchodě a Pafos na jihozápadě. Právě Mesaoria však od rozdělení spadá pod tureckou správu.
Zemědělci se zaměřují na pěstování citrusů, vinné révy, oliv, mandlovníku a rohovníku (karobové lusky), dále pak na brambory (oblast Kokkinochoria) a obilniny.
Živočišná výroba se opírá o chov drůbeže, ovcí a prasat. Produkují se také mléčné výrobky včetně sýrů, a to jak z ovčího, tak z kozího mléka.
Zemědělství od vyhlášení nezávislosti ustoupilo jiným odvětvím, rozdělení ostrova navíc řecký Kypr připravilo prakticky o veškerou produkci tabáku, takřka 80% citrusové produkce a skoro 70% produkce obilí.
V roce 2007 se zemědělství věnovalo necelých 9% pracujícího obyvatelstva.
V roce 2017 se zemědělství na HDP podílelo odhadem 2%.
Zdejší vinařství má tradici sahající do doby 4 tisíce let př. n. l. Kypr tak patří mezi pomyslné kolébky vinařské tradice. Víno Commandaria, původním názvem Nama, se drží původní receptury, jeho výrobce však sužuje sucho.

### Turistický ruch

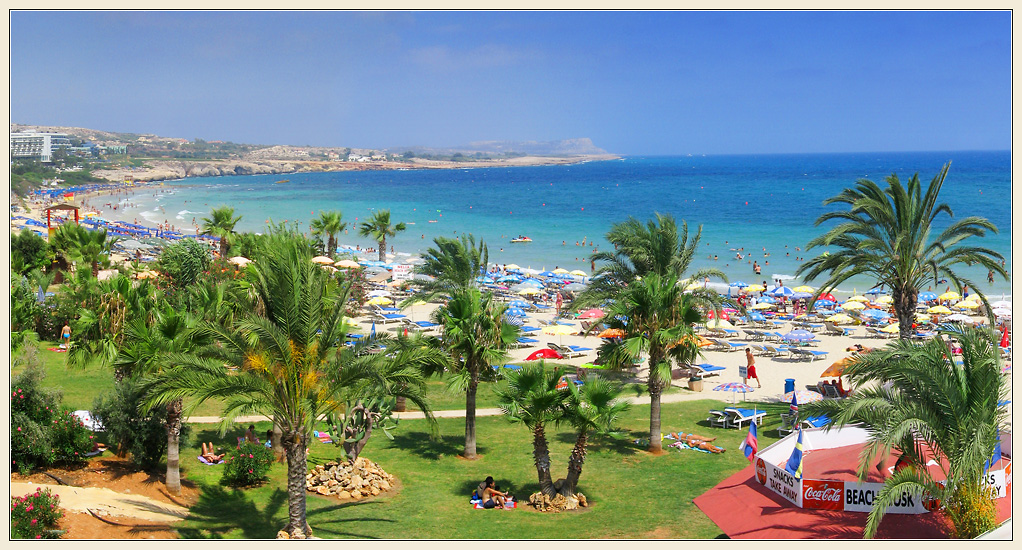
Turistické středisko na Kypru

Hlavními turistickými středisky jsou: Pafos (v západní části); Larnaka, Agia Napa a Protaras (ve východní části). Pláže jsou písčité, s občasným výskytem kamenů. V roce 2019 navštívily Kypr takřka čtyři miliony turistů.
Třetinu těchto turistů (tedy přes 1,3 milionu) tvoří občané Spojeného království následování Rusy (téměř 800 tisíc). Přes 200 tisíc turistů dorazilo z Izraele, přes 100 tisíc pak z Německa, Řecka a Švédska (r. 2018).
Podle zprávy Světového ekonomického fóra za rok 2011 platilo, že Kypr vévodil žebříčku TTCI (Travel&Tourism Competitiveness Index, česky: Index konkurenceschopnosti cestování a turistiky) v oblasti turistické infrastruktury a celkově se umístil na 24. příčce ze 139 států.

### Doprava

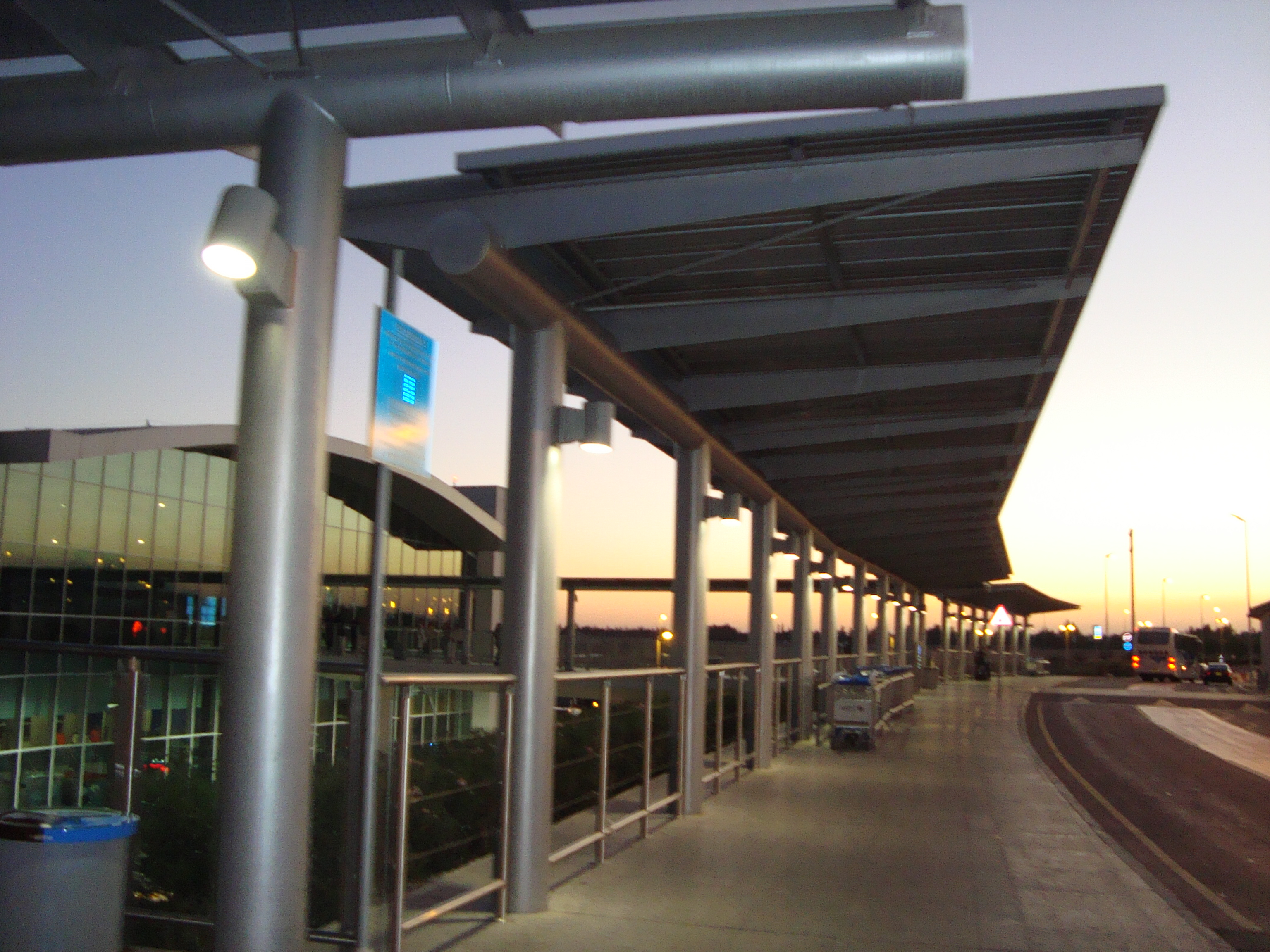
Letiště Larnaka

V řecké části Kypru jsou provozována dvě mezinárodní letiště. První se nachází poblíž Larnaky, druhé leží nedaleko města Pafos. V turecké části ostrova funguje mezinárodní letiště Ercan, nedaleko vsi Tymbou. Rozdělením ostrova bylo původní hlavní mezinárodní letiště v Nikósii opuštěno a používají jej Mírové síly OSN. Od základních oprav v roce 1974 je neudržované. Celkově je v zemi 15 letišť (r. 2013). Kyperská vláda roku 2017 založila národního leteckého dopravce Cyprus Airways. Základnu má na letišti v Larnace, které je základnou i řecké společnosti Aegean Airlines a rumunských aerolinek Blue Air.
Hlavními přístavy jsou Larnaca, Limassol a Vasilikos.
Podle Eurostatu připadalo za rok 2018 na 1000 obyvatel 629 osobních aut. Vyšší číslo měli Lichtenštejnsko, Lucembursko a Itálie. Kypr patří ke třem zemím Evropské unie (spolu s Irskem a Maltou), kde se na silnicích jezdí vlevo.

## Obyvatelstvo

dynamický růst počtu obyvatel 1900-2015

Většinu obyvatel Kypru tvoří kyperští Řekové (78 %) a Turci (18 %). Přestože kyperští Řekové a kyperští Turci mají mnoho společného, jsou to odlišné identity založené na náboženství, jazyku a jsou úzce vázány na své mateřské země. Řecky se převážně mluví na jihu, naopak na severu převládá obyvatelstvo tureckého původu. Rozsáhle používaným jazykem na ostrově je angličtina.

### Náboženství

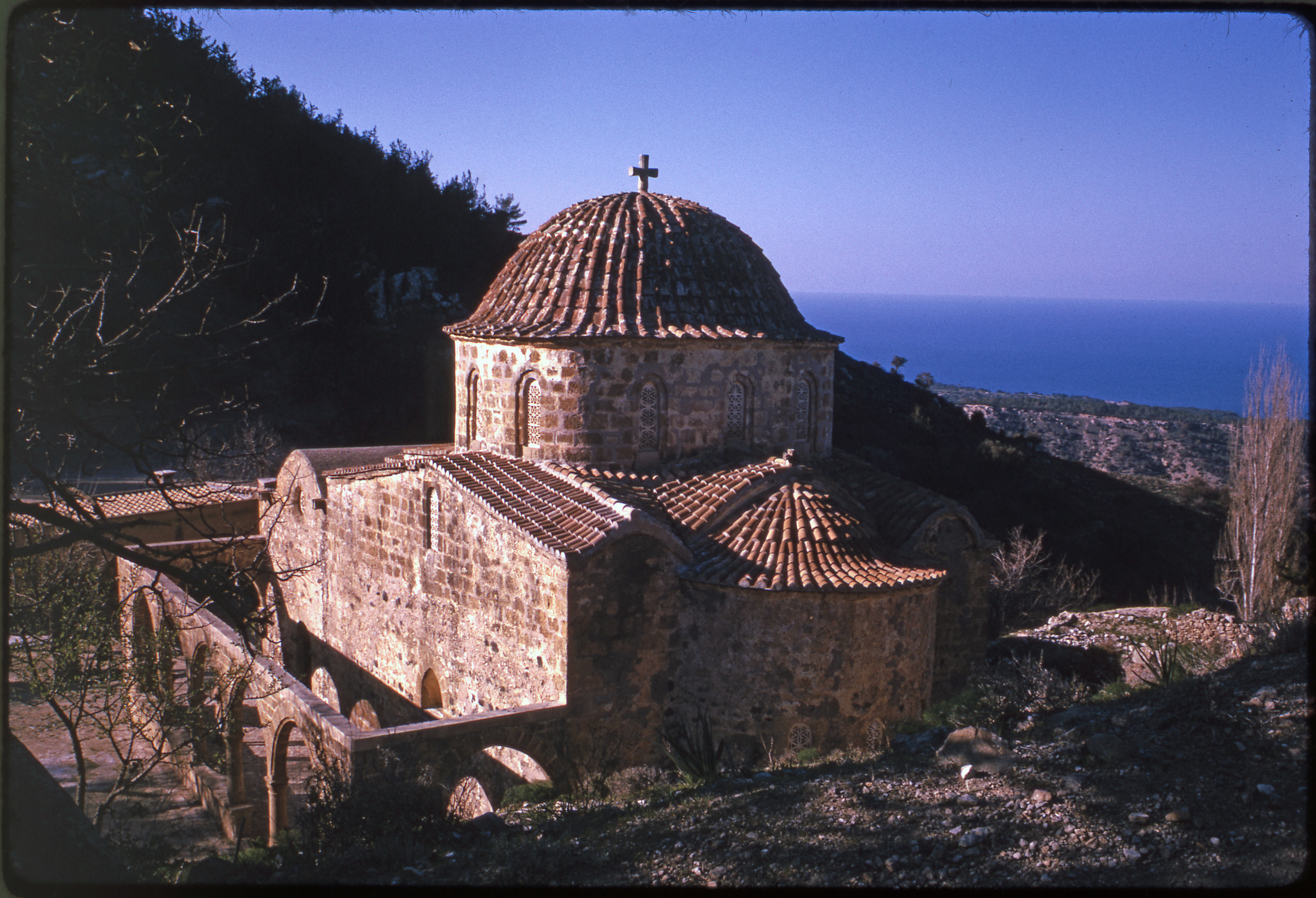
Chrám Antifonitis "uvízl" v turecké části Kypru

Kyperští Řekové se přidržují řecké ortodoxní církve (Kyperská pravoslavná církev), kyperští Turci vyznávají sunnitský islám. Náboženské menšiny ortodoxních (miafyzitních) Arménů a maronitů (jejich Arcidiecéze Kypr vznikla 1357, roku 2013 měla 10 400 věřících ve 12 farnostech a 17 kněží) si podle ústavy z roku 1960 zvolily příslušnost ke kyperským Řekům. Žije tam i několik tisíc italskojazyčných římských katolíků, potomků usedlíků z doby Kyperského království /1192–1489/ a benátské éry /1489–1571/. Ti patří do Patriarchálního vikariátu na Kypru se sídlem v Nikósii, který je součástí Latinského patriarchátu jeruzalémského.

## Politika

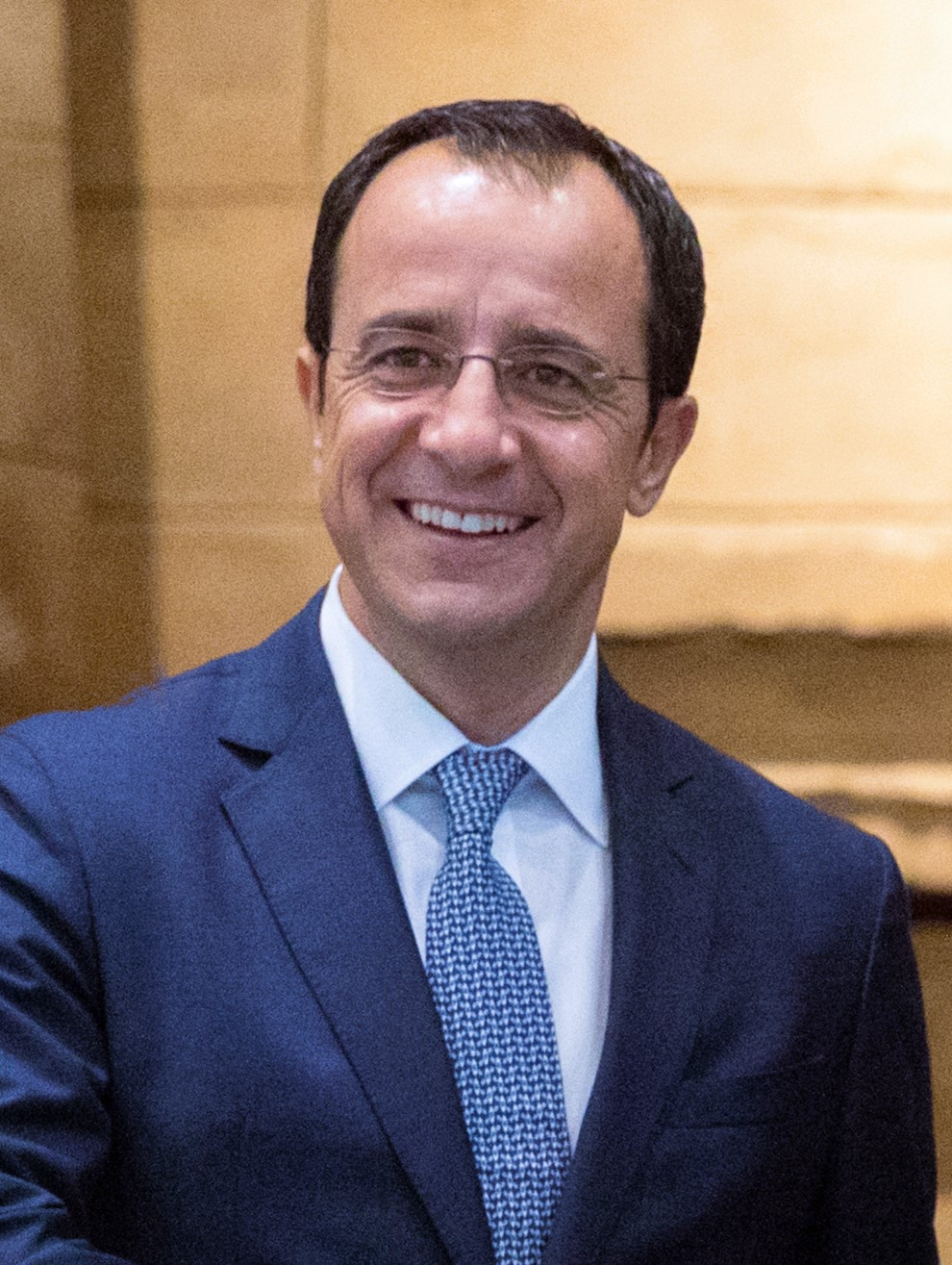
Níkos Christodúlídés je prezidentem od roku 2023.

Kypr je demokratický suverénní stát. Prezident je volený přímo, je zástupcem řecké většiny a disponuje výkonnou mocí. Je hlavou státu i hlavou vlády. Jeho funkční období trvá pět let.
Od roku 2023 je prezidentem Níkos Christodúlídés. Post viceprezidenta je vyhrazen zástupci turecké menšiny, vzhledem k distuaci je však od roku 1963 neobsazený. Kyperská ústava byla přijata v roce 1960.
Vládní kabinet rovněž disponuje výkonnou mocí. Ministři nutně nemusí být zároveň v parlamentu, jenž má nyní 56 poslanců (r. 2020).
Poslanci vykonávají svou funkci také pět let.
V europarlamentu má Kypr šest zástupců.
Nejstarší politickou stranou je komunistická Pokroková strana pracujícího lidu (AKEL) založená roku 1941, která měla v prvních 25 letech své existence podporu až třetiny obyvatelstva.
Přes oslabení v době pádu Východního bloku zůstala dodnes v době raných 20. letech 21. století relevantní silou v kyperské politice a nejsilnější komunistickou stranou v Evropě.
Od roku 2008 do roku 2013 byla u moci AKEL tehdejšího prezidenta a premiéra Dimitrise Christofiase, během jejíž vlády došlo ke zhoršení situace v oblasti státních financí a přiblížení se bankrotu.
Ten byl nakonec odvrácen s pomocí půjčky mezinárodních věřitelů.
V roce 2013 občané zvolili prezidentem konzervativce Nikose Anastasiadise, který porazil Stavrose Malase podpořeného AKELem.
Oba kandidáti se utkali v prezidentské volbě o pět let později a Anastasiadis znovu zvítězil.
V parlamentních volbách v roce 2016 zvítězilo pravicové Demokratické shromáždění (DISY) prezidenta Anastasiadise, které získalo 18 křesel. Druhé místo obsadila AKEL s 15 parlamentními křesly, dva posty získala též krajně pravicová Národně-lidová fronta (ELAM).
Dalšími politickými silami na kyperské scéně jsou Demokratická strana (DIKO) založená roku 1976 Spyrosem Kyprianouem a Hnutí pro sociální demokracii (EDEK).
Soudní systém je založen na anglosaském Common Law.
Soudy jsou nezávislé na státních orgánech, soudce jmenuje vláda. Nejvyšší instancí je Nejvyšší soud v Nikósii (Lefkosíi).
Kypr ani v roce 2020 není členem Schengenského prostoru, má totiž výjimku a ke vstupu do Schengenu se zavázal.
Od 1. července 2012 do konce roku připadlo na Kypr předsednictví v Evropské unii.

#### LGBT práva
26. listopadu 2015 přijal kyperský parlament návrh zákona o registrovaném partnerství homosexuálů v poměru hlasů 39:12. Zákon byl pak zveřejněn 9. prosince 2015 a ten samý den se také stal účinným. Podle průzkumu z r. 2006 odsuzuje homosexualitu 75 % Kypeřanů a mnoho z nich navíc věří, že by měla být léčena. Eurobarometr roku 2015 zjistil, že by stejnopohlavní manželství podpořilo 37 % Kypeřanů, zatímco 56 % by bylo proti. V Severním Kypru přijali v pondělí 27. ledna 2014 tureckokyperští zákonodárci novelu rušící koloniální zákony trestající homosexuální akty až pětiletým vězením. Stal se tak posledním evropským státním útvarem, který dekriminalizoval konsensuální pohlavní styk mezi dospělými muži.

### Administrativní členění

Kyperské distrikty

Kypr tvoří šest distriktů, ovšem Kyrenia a většina distriktu Famagusta leží na teritoriu kontrolovaném Severokyperskou tureckou republikou. Separatistická republika kontroluje také část Nikósie a Larnaky.
| Distrikt               | Hlavní město | Populace |
| ---------------------- | ------------ | -------- |
| Famagusta (Αμμόχωστος) | Famagusta    | 48 200   |
| Kyrenia (Κερύνεια)     | Girne        | —        |
| Larnaka (Λάρνακα)      | Larnaka      | 147 000  |
| Lemesos (Λεμεσός)      | Lemesos      | 244 900  |
| Nikósie (Λευκωσία)     | Nikósie      | 341 700  |
| Pafos (Πάφος)          | Pafos        | 94 100   |

### Média
Svoboda tisku je zaručená ústavou. Reportéři bez hranic přidělili Kypru 27. místo ze 180 zemí v indexu svobody tisku (2020).
Podle Reportérů bez hranic jsou kyperská média přesto ovlivňována místní církví a zájmovými skupinami.
Organizace informuje také o tlaku na média ohledně používání „správných“ (= řeckých) geografických názvů zejména namísto tureckých.
V turecké kyperské zóně působí jejich vlastní média.
Mediální prostor vyplňují veřejnoprávní média i komerční. Jediným veřejnoprávním vysílatelem je Radiofonikó 'Idryma Kýprou, která provozuje televizní (RIK 1/CyBC 1, RIK 2/CyBC 2 a RIK Sat) a rozhlasové kanály (První kanál/Proto, Druhý kanál/Deutero , Třetí kanál/Trito a Čtvrtý kanál/Radio Love).
Mezi komerční televize náleží např. ANT1, Lumiere TV, Mega TV a Sigma TV, mezi komerční radiostanice Radio Proto, Radio Astra a ANT1 FM. Phileleftheros, Politis a Simerini jsou deníky v řečtině, naopak deník Cyprus Mail a týdeník The Cyprus Weekly vycházejí anglicky.

## Kultura

### Umění

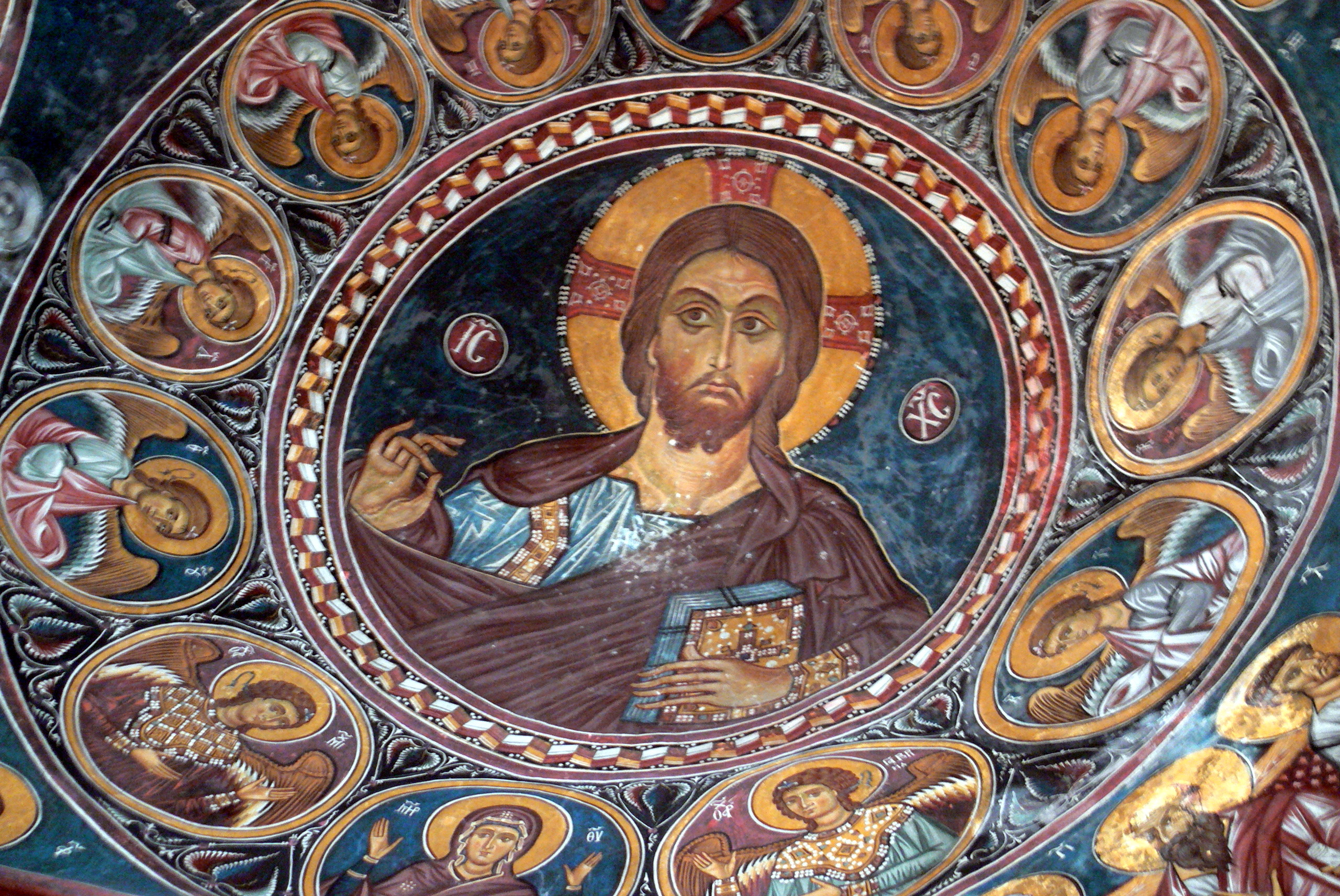
Freska z jednoho z malovaných kostelů v pohoří Troodos

Kultura Kypru má mimořádně hluboké kořeny, neboť Kypr byl součástí antické řecké civilizace. K prvním spisovatelům patří Stasínos z Kypru, snad Homérův zeť (dle Pindara), který měl napsat v 6. století př. n. l. sbírku Kyprie pojednávající, stejně jako Iliada, o trojské válce.
Kypřanem byl i slavný filmový režisér Michalis Kakojannis, autor filmu Řek Zorba (1964), pětkrát nominovaný na Oscara.
V řecké pop-music se prosadili zpěváci Sarbel, Ivi Adamou, Eleftheria Eleftheriou, Anna Vissi, Despina Olympiou, Maria Elena Kyriakou nebo Evridiki.
Kypr byl přijat do organizace UNESCO 14. srpna 1975. Světové dědictví zahrnuje tři zdejší kulturní památky – archeologickou lokalitu Choirokoitia, malované kostely v pohoří Troodos a město Pafos.

### Věda

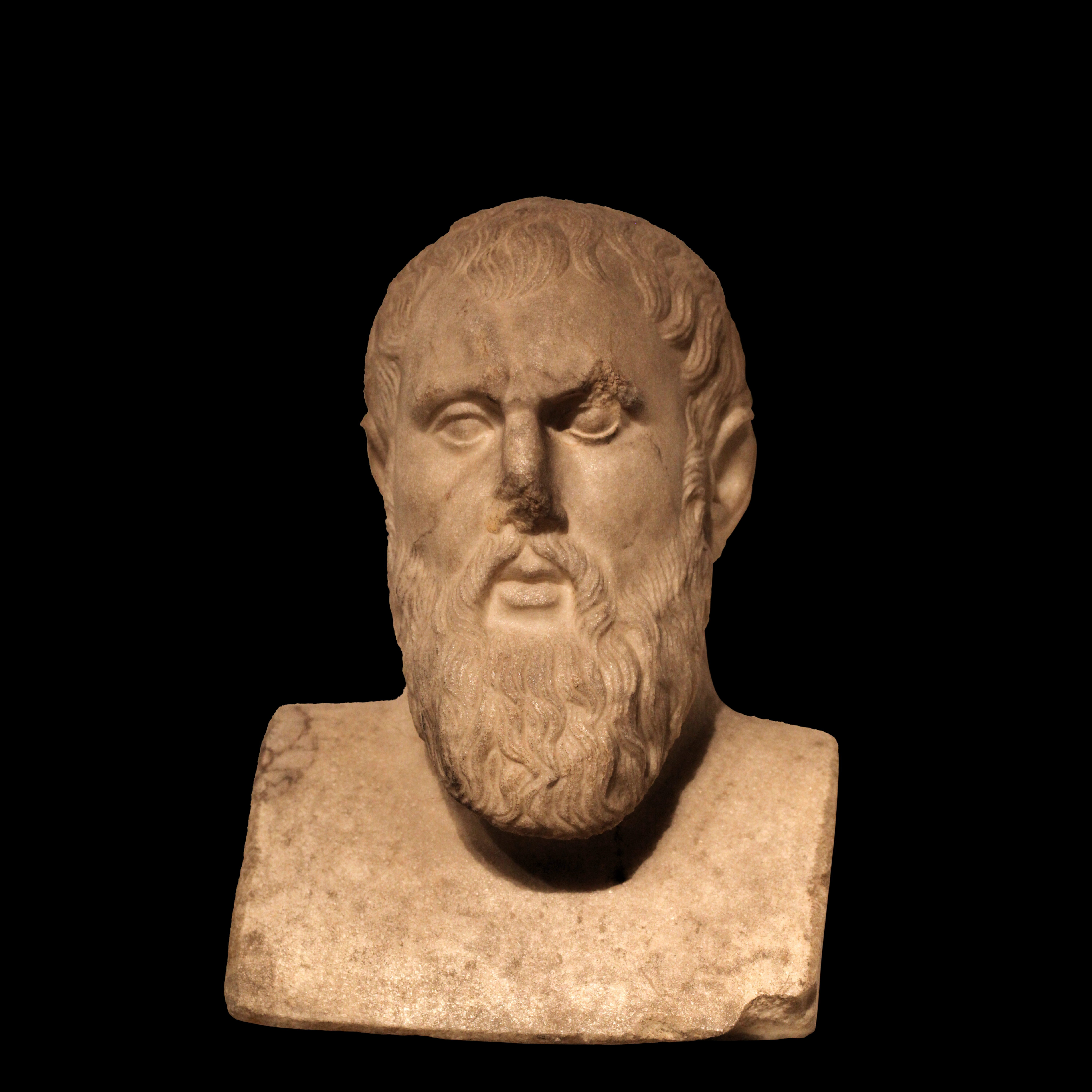
Zénón z Kitia

Na Kypru se narodil filozof Zénón z Kitia, zakladatel stoicismu, a peripatetik Klearchos ze Soli. Kyperskými svatými jsou raně křesťanští teologové Epifan ze Salaminy nebo svatý Spyridon.
Britsko-kyperský ekonom Christopher A. Pissarides byl v roce 2010 jedním ze tří oceněných Nobelovou cenou za ekonomii za „analýzu trhů práce zatížených náklady na vyhledávání“. Organický chemik K. C. Nicolaou působící na soukromé Riceově univerzitě v americkém Houstonu je držitelem Ceny Franklinova institutu za rok 2011. Nicolaou se mimo jiné zabývá antibiotiky. Kyperského původu je také bývalý americký rektor Univerzity Jižní Kalifornie v období mezi roky 2010 až 2018 C. L. Max Nikias.
Ministrem školství a kultury v letech 2008 až 2011 byl kyperský kognitivní a vývojový psycholog Andreas Demetriou

### Sport
Stříbrnou olympijskou medaili vybojoval v plachtění Pavlos Kontides v roce 2012 a šlo o vůbec první olympijskou medaili pro Kypr. Tenista Marcos Baghdatis to dotáhl až do finále Australian Open (2006). Výškař Kyriakos Ioannou má stříbro z mistrovství světa v atletice (2009). Sprinter Milan Trajković je halovým mistrem Evropy v běhu na 60 metrů (2019).
K nejznámějším kyperským fotbalistům patří Sotiris Kaiafas, který v roce 1976 získal ocenění Zlatá kopačka pro nejlepšího ligového střelce Evropy, když v jednom ročníku kyperské ligy nastřílel 39 branek. O sezónu později nastřílel v kyperské lize 44 gólů, což je dodnes kyperský rekord. Dva kyperské fotbalové kluby se probojovaly do základní skupiny Ligy mistrů UEFA, Anorthosis Famagusta a APOEL FC.
Největším sportovním stánkem v zemi je Stadion GSP v Nikósii, byl otevřen v roce 1999 a pojme 22 000 diváků. Své zápasy na něm hraje i Kyperská fotbalová reprezentace.

### Kuchyně
Kyperská kuchyně patří mezi středomořské kuchyně. Stejně jako řecká středomořská kuchyně byla do jisté míry ovlivněna kuchyněmi Anatolie a Blízkého východu. Byla také ovlivněna byzantskou, francouzskou, italskou, katalánskou, osmanskou a středomořskou kuchyní. V jižní části ostrova je kuchyně velmi podobná řecké kuchyni, na severu turecké kuchyni. 
Často se používá čerstvá zelenina, jako jsou cukety, olivy, okra, zelené fazolky, artyčoky, mrkev, rajčata, okurky, hlávkový salát a listy vinné révy, a luštěniny, jako jsou fazole (na fasoladu), bob, hrách, fazole s černým okem, cizrna a čočka. Z ovoce a ořechů jsou nejběžnější hrušky, jablka, hroznové víno, pomeranče, mandarinky, nektarinky, mišpule, ostružiny, třešně, jahody, fíky, meloun, meloun, avokádo, citrusy, citron, pistácie, mandle, kaštany, vlašské a lískové ořechy. 
Jedním z nejznámějších kyperských pokrmů je sýr halloumi, který se běžně griluje nebo smaží. Oblíbený je pokrm z vepřového masa vařeného ve víně zvaný afelia. Pokrm z jutovníku, podobný špenátu, se nazývá molochia. Oblíbená je samozřejmě řada další jídel řecké nebo turecké kuchyně jako jsou souvlaki, musaka, kebab nebo hummus. O Velikonocích se peče pečivo plněné sýrem a rozinkami nazývané flaouna. Typickým je jogurtový nápoj ajran nebo růžová voda.

## Školství

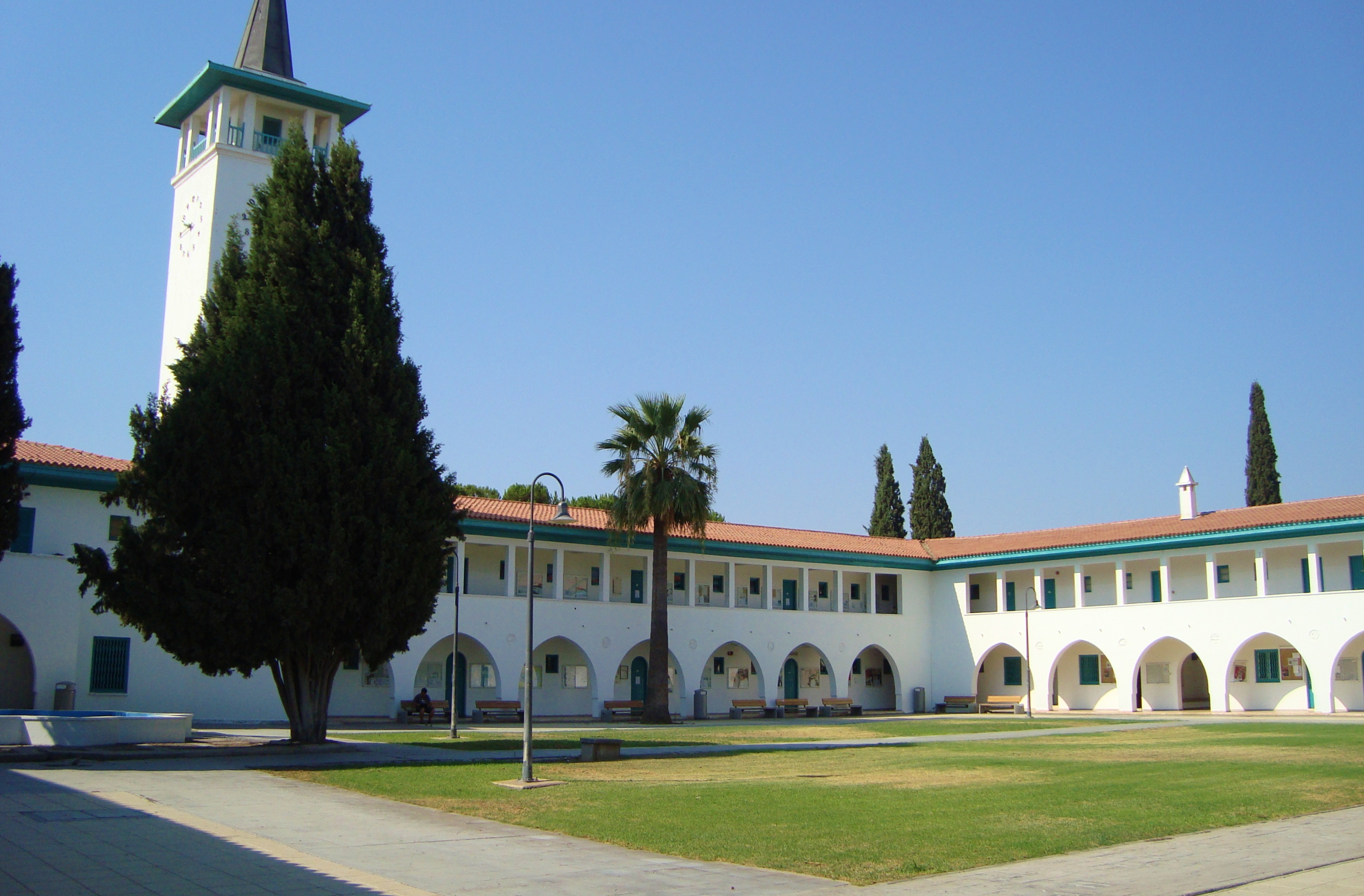
Kyperská univerzita v Nikósii v roce 2011

Vzdělávání obyvatelstva má na starost kyperské ministerstvo školství a kultury. Povinná školní docházka se týká dětí a mladistvých od 5 do 15 let.
Výdaje na školství v roce 2015 činily 6,4% HDP.
Fáze vzdělávání
- předškolní vzdělání (do 5 let)
- základoškolské vzdělání (od 5-6 let, trvá 6 let)
- středoškolské vzdělání
  - nižší středoškolské vzdělání (od 11-12 let, trvá 3 roky)
  - vyšší středoškolské vzdělání (od 14-15 let, trvá 3 roky)
- vysokoškolské vzdělání (od 18 let)

Kyperská univerzita byla založena roku 1989, prvních 486 studentů přijala v roce 1992. Následoval rychlý růst, roku 2011 již měla 4691 studentů v 21 oborech a k tomu 1549 studentů postgraduálních. Univerzita má dnes osm fakult: humanitních věd, aplikovaných věd, sociálních věd, ekonomie, inženýrství, pokročilých studií, lékařství a literatury. Oficiálními vyučujícími jazyky jsou řečtina a turečtina, ovšem tureckých studentů je na univerzitě (vzhledem k rozdělení země) jen minimum. Maximálně tři procenta z přijatých kyperských studentů mohou být Kypřané žijící v zahraničí. Podle QS World University Rankings 2022 je Kyperská univerzita 440. nejkvalitnější vysokou školou na světě.

## Obrana a bezpečnost

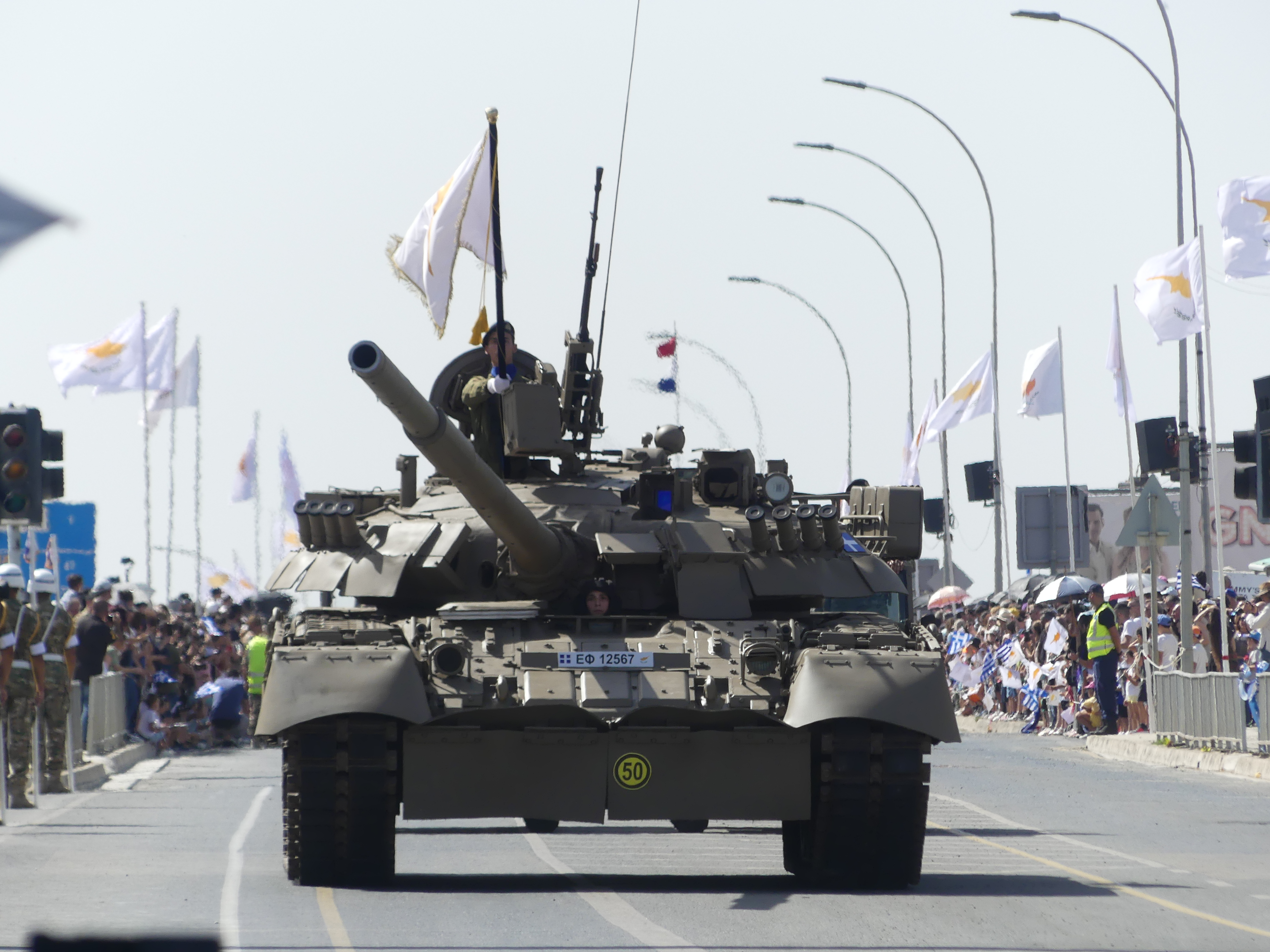
Kyperský tank T-80

Kyperskou národní gardu (řecky Εθνική Φρουρά, Ethnikí Frourá) tvoří pozemní, vzdušné a námořní síly. Vznikla v roce 1964 v důsledku rozkolu mezi řeckými a tureckými Kypřany.
Vojenská služba je povinná a trvá 14 měsíců (r. 2016–2017). Výdaje na obranu činily v roce 2018 1,57% HDP.
Přítomnost Turecka ve Středozemním moři vedla k navázání spolupráce s Francií, jejíž vlajková letadlová loď Charles de Gaulle roku 2020 dokuje v přístavu v Limassolu. Kyperská vláda se ve stejném roce s tou francouzskou dohodla na nákupu zbraní v hodnotě 240 milionů eur.